# أحمد ديدات
أحمد حسين كاظم ديدات (1 يوليو 1918م - 8 أغسطس 2005م)، داعية وواعظ ومُحاضر ومُناظر إسلامي، اشتُهِر بمناظراته وكتاباته في مقارنة الأديان، وعلى وجه الخصوص بين الإسلام والمسيحية. أسس وترأس المركز الدولي للدعوة الإسلامية في مدينة ديربان في جنوب أفريقيا، وحاز على جائزة الملك فيصل لجهوده في خدمة الإسلام عام 1986م.
وُلد أحمد ديدات في تادكهار فار بإقليم سراط بالهند لأبوين مسلمين؛ حسين كاظم ديدات وزوجته فاطمة. هاجر إلى جنوب أفريقيا عامَ 1927م ليلحق بوالده الذي يعمل بالزراعة وأمه تعاونه. ومكثا تسع سنوات ثم انتقل والده إلى جنوب أفريقيا، وعاش في ديربان وغير أبوه اتجاه عمله الزراعي وعمل ترزياً. نشأ ديدات على منهج أهل السنة والجماعة منذ نعومة أظافره، فقد التحق بالدراسة بالمركز الإسلامي في ديربان لتعلم القرآن وعلومه وأحكام الشريعة الإسلامية. بدأ دراسته في العاشرة من عمره، وفي عام 1934م أكمل ديدات المرحلة السادسة الإبتدائية، ثم قرر أن يعمل لمساعدة والده، فعمل في دكان يبيع الملح، وانتقل للعمل في مصنع للأثاث وأمضى به إثنا عشر عاماً. صعد ديدات سلم الوظيفة في هذا المصنع من سائقٍ إلى بائعٍ ثم إلى مديرٍ للمصنع، وفي أثناء ذلك التحق الشيخ بالكلية الفنية السلطانية كما كانت تسمى في ذلك الوقت، ودرس بها الرياضيات وإدارة الأعمال، تزوج أحمد ديدات وأنجب ولدين وبنتاً.
لم يتلق تعليماً دينياً رسمياً كاملاً، إلا أن سخرية بعض زملائه الذين تأثروا بالبعثات التنصيرية من زواج الرسول من عدة نساء، قد أثارت فيه الغيرة والحماسة فقادته إلى تغيير مجرى حياته، إذ عمد فوراً إلى اقتناء نسخة من القرآن بـاللغة الإنجليزية ونسخة من الإنجيل، ليبدأ بعدها رحلة من التعلم الذاتي، أعانه على ذلك ذاكرته المتميزة وأسلوب حديثه الشيق، اللذان أكسباه شهرة واسعة عند الجالية المسلمة بجنوب أفريقيا.
أسس لاحقاً معهد السلام لتخريج الدعاة والمركز الدولي للدعوة الإسلامية بـمدينة ديربان بـجنوب أفريقيا، في بداية الخمسينيات أصدر كتيبه الأول ماذا يقول الكتاب المقدس عن محمد ﷺ؟ ثم نشـر بعد ذلك أحد أبـرز كتيباته هل الكتاب المقدس كلام الله؟ وفي المُحصلة ألّف ديدات ما يزيد عن عشرين كتاباً، طُبِع الملايين منها لتوزع بالمجان، بخلاف المناظرات التي طبع بعضها، وقام بإلقاء آلاف المحاضرات في جميع أنحاء العالم، وفي عام 1959م، توقف أحمد ديدات عن مواصلة أعماله، حتى يتسنى له التفرغ للمهمة التي نذر لها حياته فيما بعد وهي الدعوة إلى الإسلام، من خلال إقامة المناظرات وعقد الندوات والمحاضرات. وفي سعيه الحثيث لأداء هذا الدور، زار العديد من دول العالم، واشتهر بمناظراته التي عقدها مع كبار رجال الدين المسيحي، أمثال كلارك وجيمي سواجارت وأنيس شروش، ولهذه المجهودات مُنح جائزة الملك فيصل العالمية لخدمة الإسلام عام 1986م بالمشاركة.
وفي عام 1996م بعد عودة ديدات من أستراليا بعد رحلة دعوية أصيب بمرضه الذي أقعده طريح الفراش طيلة تسع سنوات، وقيل أنه كان قد أصيب بجلطة في الشريان القاعدي في شهر أبريل عام 1996م، بسبب عدة عوامل على رأسها أنه مريض بالسكري منذ فترة طويلة، وقد أصيب بجلطة في الدماغ، تعلم أن يتواصل مع من حوله من خلال سلسلة من حركات العين بتخطيط محدد ويتم تشكيل الجمل والكلمات من خلال التعرف على الحروف المرادة من هذا المخطط، وأمضى آخر تسع سنوات من حياته على السرير في منزله في جنوب إفريقيا، حيث قامت زوجته حواء ديدات بالاعتناء به، توفي لاحقاً صباح يوم الإثنين الثامن من أغسطس 2005م الموافق الثالث من رجب 1426هـ. توفيت زوجته حواء ديدات بعده بعام يوم الإثنين 28 أغسطس 2006م عن عمر 85 سنة. صُنِّف ديدات بأنه داعية وعالم إسلامي كبير ومعروف على الصعيدين العربي والإسلامي.

## النشأة
وُلِد الشيخ أحمد حسين ديدات في 1 يوليو/تموز عام 1918م / 1336 هـ في بلدة تداكهارفار في ولاية سوارات الهندية لأبوين مسلمين هما حسين كاظم ديدات وزوجته فاطمة، وقد هاجر والده إلى دولة جنوب أفريقيا بعد وقت قصير من ولادة أحمد، وعندما بلغ أحمد تسع سنوات ماتت والدته فلحق بأبيه إلى جنوب أفريقيا عام 1927 حيث عاش هناك بقية عمره، وليبدأ دراسته في سن العاشرة حتى أكمل الصف السادس، إلا أن الظروف المادية الصعبة أعاقت إكماله لدراسته.

### والديه
وُلِد ديدات في الهند ثم هاجر والده إلى جنوب أفريقيا بعيد مولده، التحق أحمد ديدات بوالده عندما كان في التاسعة من عمره، واستقر في مدينة دوربان الساحلية بجنوب أفريقيا، هاجر والده حسين ديدات إلى جنوب أفريقيا ضمن مجموعات أخرى من الهنود في مطلع عقد العشرينيات من القرن الماضي؛ بسبب الظروف المعيشية السيئة التي كانت سائدةً في الهند في ذلك الوقت مع عدم توافر ظروف الدراسة الملائمة هناك، وقد تبع الشيخُ ديدات والدَه في الهجرة إلى جنوب أفريقيا وهو في سن التاسعة؛ أي نحو عام 1927م، كان والده يعمل بالزراعة وأمه تساعده في عمله، مكث تسع سنوات في الهند ثم انتقل إلى جنوب أفريقيا وعاش في ديريان وغير أبيه اتجاه عمله الزراعي وعمل ترزياً (خياطاً) نشأ ديدات على منهج أهل السنة منذ نعومة أظافره، فالتحق أحمد ديدات بالدراسة بـ المركز الإسلامي في ديريان لتعلم القرآن وعلومه وأحكام الشريعة الإسلامية وفي عام 1934 أكمل ديدات المرحلة السادسة الابتدائية، وقرر أن يساعد والده فعمل في دكان لبيع الملح ثم انتقل للعمل في مصنع للأثاث فأمضى به 12 عامًا وصعد من خلال عمله في المصنع من سائق إلى بائع ثم مدير المصنع وفي أثناء ذلك التحق بـ الكلية الفنية السلطانية كما كانت تسمى في ذلك الوقت فدرس فيها الرياضيات وإدارة الأعمال. وأما غياب أمه الرؤوم، التي يحبذ كل صبي وجودها معه في تلك الفترة تُهيئ له طعامًا يحبه وتداعبه وتجالسه في أحزانه ومسراته، فقد خلَّف في نفسه وحشة قاتلة. ولا لوم على أب كان يعمل لكفاف أسرته، وينشغل بعالمه الأبوي المسؤول. فكان أبويه ينتهجون منهج أهل السنة لعدة سنوات في إقليم سورات.

### الدراسة
واصل ديدات دراسته حتى الصف السادس، ثم توقف عن التعليم بسبب الفقر، الذي أعجزه عن دفع الرسوم المطلوبة، ورغم أنَّ أباه اتصل بكثير من التجار المسلمين لمساعدته على مواصلة دراسة ابنه، فإنه لم يجد إليها سبيلاً، ورغم أن ديدات لم يكن يعرف اللغة الإنجليزية، إلا أنه تعلمها في ستة أشهر وتفوق في دراسته وأنهاها متفوقا على زملائه، إلا أن والده اضطر إلى إخراجه من المدرسة في بداية المرحلة المتوسطة بسبب الظروف المادية السيئة، وذهب الشيخ ديدات بعد ترك المدرسة للعمل في محل بإحدى المناطق الريفية حيث بدأت رحلته في الدعوة، وكان يتردد عليه في المحل طلاب مدرسة تبشيرية ليعرضوا عليه تعاليم المسيحية، ولأنه كان لا يكاد يعرف من الإسلام سوى الشهادة، وجد صعوبة في الدفاع عن عقيدته، وبعدها وجد كتاب إظهار الحق يحتوي على حوار بين إمام مسلم وقس مسيحي كان أول كتاب بين عدة كتب قرأها فيما بعد حول هذا الموضوع، كما عمل في تلك الأثناء على دراسة الدين الإسلامي وحفظ القرآن مُوليًا أهميةً خاصةً في دراساته الإسلامية لسيرة الرسول ﷺ والردِّ على شبهات المستشرقين حول الرسول وفي أواخر عقد الأربعينيات الماضية التحق أحمد ديدات بدورات تدريبية للمبتدئين في صيانة الراديو وأُسُس الهندسة الكهربائية، ولما تمكَّن من ادخار المبلغ اللازم من المال ارتحل إلى باكستان عام 1949 وعكف على تأسيس مصنعٍ للنسيج، ثم تزوج وأنجب ولدين وبنتًا، ثم عاد في عام 1952 مرةً أخرى إلى جنوب أفريقيا للحيلولة دون أن يفقد جنسيتها؛ لأنه ليس من مواليد هذه البلاد.
لم يحظ ديدات الفتى بنصيب وافر من التعليم إلا ما حصل عليه من المعلومات الضرورية في المدارس الابتدائية، ولم يستطع كذلك أن يستمتع برواق المدرسة ورحابها الواسعة، التي يحمل فيها الطلبة من أبناء الميسورين حقائب كتبهم لكي يحضروا الفصول صباحًا ومساءً، ولكنه بسبب الفقر المحدق بأسرته اضطر أن يُنهي دراسته ويسرع إلى العمل في باكر عمره، وكان في عهد صباه يعود من المدرسة إلى المبنى الذي كان يسكن فيه ليأخذ قسطه من الطعام من مطعم قريب منه، مما شكل في حياته نظامًا روتينيًا، رغم أنه كان طالبًا متفوقًا بين أقرانه، وذكيًا، ولامعًا على الرغم من المشاكل التي هو فيها، وفي السادسة عشرة من عمره، اكتسب لنفسه مهنة؛ ليتقي بها وطأة الفقر المحيط بعائلته، فصار بائعًا.

### البيئة
استقر المقام بأسرة ديدات في مدينة ديربان بجمهورية جنوب أفريقيا حيث الديانة السائدة هي المسيحية واللغة الرسمية السائدة هي الإنجليزية والسياسة الرسمية هي التفرقة العنصرية التي انقشعت مظالمها من الدنيا بأسرها ما عدا هذه الدولة التي يسيطر عليها الأوربيون في جنوب القارة الأفريقية. التحق ديدات بالمدارس الإسلامية هناك وتلقى التعليم الابتدائي فيها، وفي مرحلة الصبا قرر ترك الدراسة ومساعدة والده، فعمل موظفاً بمؤسسات تجارية، وبدأ بالاحتكاك بأنواع مختلفة من البشر، ومنهم سياح، وغالبا كانوا غربيين، خاصة إذا علمنا أن نسبة كبيرة من أولئك السياح كانوا من جنوب أفريقيا نفسها، التي تضم نسبة لا بأس من الأوروبيين البيض الذين استوطنوها منذ أيام الاستعمار وأصبحوا مواطنين، وذهابهم إلى دوربان يعتبر سياحة داخلية، لذلك فقد كانوا يشكلون النسبة العظمى من السياح الذين تستقبلهم دوربان سنوياً. 
ورغم تطبيق البيض في جنوب أفريقيا نظام الفصل العنصري أدانه العالم بأسره ودام حتى منتصف تسعينات القرن العشرين الميلادي، فإنهم - وكما قال ديدات بإحدى مناظراته - مسيحيون محافظون ولا يعترفون بتعاليم المذهب الكاثوليكي الذي يعتبرونه معيباً ويشوبه بعض التعاليم الدخيلة على الدين المسيحي من وجهة نظرهم. 
ويعتبر البيض في جنوب أفريقيا بعض طقوس الكاثوليك نوعاً من الشرك ولديهم طقوس شبيهة بالطقوس الوثنية، إلا أن كل ذلك لا يمنع اختلافهم مع العقيدة الإسلامية بشأن المسيح عيسى بن مريم الذي يعتبره القرآن رسولاً من الرسل وليس الرب. 
بدأ الشاب ديدات ونتيجة اختلاطه بالناس في عمله بالانفتاح على ثقافات وآراء متنوعة، وصار يستمع إلى ملاحظات غريبة على ثقافته الإسلامية، بعضها كان يصدر عن جهل بالإسلام وبعضها كان يصدر عن قصد، إلا أن الشاب المسلم المتحمس لم يستطع أن يسكت طويلاً على تعليقات مثل الزعم أن الإسلام انتشر بالسيف وغيرها من الآراء التي تنتقص من الإسلام، فانتفض للدفاع عن عقيدته.
فدرس الإنجيل بتمعن، وخبر تعاليم التوراة، وأطلع على التيارات العقائدية في المسيحية خصوصاً والديانات الأخرى عموماً، وانطلق يناظر ويحاجج ويناقش، طاف بلاداً كثيرة وكرس ستة عقود من حياته من أجل الدفاع عن القرآن والدعوة للدين الإسلامي. 
أسس معهد السلام لتخريج الدعاة والمركز الدولي للدعوة الإسلامية بمدينة دوربان، والذي لا يزال مركزاً نشطاً في مجال الدعوة وحوار الأديان حتى بعد وفاة الشيخ.

## العمل
اختبر أحمد ديدات حظه في كثير من الأعمال المهنية فقد نشأ ديدات على منهج أهل السنة منذ نعومة أظافره حيث التحق بالدراسة بالمركز الإسلامي في ديربان لتعلم القرآن الكريم وعلومه وأحكام الشريعة الإسلامية وفي عام 1934 أكمل ديدات المرحلة السادسة الابتدائية، وثم قرر أن يعمل لمساعدة والده فعمل في دكان لبيع الملح في عام 1936 - وقيل عام 1934 - حيث عمل بائعاً في دكان لبيع المواد الغذائية ثم بعدها سائقاً في مصنع أثاث وأمضى به اثني عشر عامًا ثم شغل وظيفة كاتب في المصنع نفسه وتدرج في المناصب حتى أصبح مديراً للمصنع بعد ذلك، وفي أثناء ذلك التحق ديدات بالكلية الفنية السلطانية كما كانت تسمى في ذلك الوقت فدرس فيها الرياضيات وإدارة الأعمال، ثم ارتحل من مدينة دربان التي يسكن فيها والده إلى دكان رجل مسلم شريف يقع على مسافة خمسة وعشرين ميلاً من تلك المدينة، فمكث هناك بائعاً فيه، ثم رجع إلى دربان ليعمل في مصنع كسائق للشاحنات الكبيرة، ثم عمل ككاتب ضابط للصادرات والواردات، ثم مديرًا للمصنع، وفي أواخر الأربعينات التحق أحمد ديدات بدورات تدريبية للمبتدئين في صيانة الراديو وأُسس الهندسة الكهربائية ومواضيع فنية أخرى، وفي عام 1949 بعد أن جمع قدر من المال رحل إلى باكستان وعمل فيها ثلاث سنوات حيث اشتغل على تنظيم معمل للنسيج، بعد فترة كان منكبّاً فيها على تنظيم معمل النسيج تزوج أحمد ديدات عام 1937 من السيدة حواء غنغت وأنجبت له ولدين وبنتاً ثم اضطر ديدات إلى العودة مرة أخرى إلى جنوب أفريقيا بعد ثلاث سنوات وإلا فقد تصريح الإقامة بها لأنه ليس من مواليد جنوب أفريقيا ومن ثم الحيلولة دون فقدانه لجنسيتها كونه ليس من مواليد جنوب أفريقيا وفور وصوله إلى جنوب أفريقيا عرض عليه استلام منصب مدير مصنع الأثاث الذي كان يعمل فيه سابقاً. ومكث حتى عام 1956 يعد نفسه للدعوة إلى الإسلام.

## نقاط التحول

### بعثة آدام التبشيرية
كانت نقطة التحول الحقيقية في حياة ديدات في الأربعينيات من القرن العشرين وكان سبب هذا التحول هو زيارة بعثة آدم التنصيرية في دكان الملح الذي كان يعمل به ويقع في منطقة نائية في ساحل جنوب إقليم ناتال بجانب الإرسالية مسيحية، كان طلبة الإرسالية يأتون إلى الدكان الذي يعمل به ديدات وكان جميع العاملين به من المسلمين، مضى هؤلاء الطلاب يكيلون الإهانات لديدات وصحبه عبر الإساءة للدين الإسلامي وتوجيه أسئلة كثيرة عن دين الإسلام التي لم يكن يستطع وقتها الإجابة عنها، فقرر ديدات أن يدرس الأناجيل بمختلف طبعاتها الإنجليزية حتى النسخ العربية كان يحاول أن يجد من يقرأها له وقام بعمل دراسة مقارنة في الأناجيل فاكتشف تناقضات غريبة وأخذ يسأل نفسه أي من الأناجيل هذه أصح؟ وواصل وضع يده على التناقضات وتسجيلها لطرحها أمام أولئك الذين يناقشونه بحدة كل يوم في الحانوت، وبعد أن وجد في نفسه القدرة التامة على العمل من أجل الدعوة الإسلامية ومواجهة المبشرين قرر ديدات بأن يترك كل الأعمال التجارية ويتفرغ لهذا العمل.

وهناك رواية أخرى تقول أن ديدات وفي مطلع شبابه عمل لدى دار نشر للكتب المسيحية وكانت هذه الدار ملحقة بمؤسسة للتبشير بالدين المسيحي يمتلكها مليونير أمريكي يدعى وليامز وقف ملايينه من الدولارات للنشاط التبشيري المسيحي في أفريقيا وقد أنشأ معهداً لتخريج المبشرين المسيحيين، وكانت دار النشر التي يعمل بها الشاب ديدات ملحقة بـ معهد وليامز لتخريج المبشرين وكان أولئك الدارسون من المبشرين الذين يجري تعليمهم وتدريبهم بالمعهد يحاولون كل يوم ممارسة قدراتهم وتطبيق دروسهم النظرية مع ذلك الشاب المسلم الذي يعمل موظفاً بالمكتبة ودار النشر الملحقة بمعهدهم، كانوا على حد رواية ديدات في مقابلة صحفية معه نشرتها له جريدة الجزيرة العربية كانوا يأتون إليه لكي يطبقوا عملياً ما تعلموه للتدريب على التبشير بالمسيحية. ولو استخدمنا نفس كلمات ديدات كما أوردتها جريدة الجزيرة نجده يقول:
وفي اللقاء الثاني بطلاب الإرسالية كان على استعداد لمناقشتهم، بل ودعوتهم للمناظرات، وحينما لم يصمدوا أمام حججه قام بشكل شخصي بدعوة أساتذتهم من الرهبان في المناطق المختلفة، وشيئًا فشيئًا تحول الاهتمام والهواية إلى مهمة وطريق واضح للدعوة بدأه ديدات واستمر فيه، فكان له من الجولات والنجاحات الكثير، واستمر في ذلك طيلة ثلاثة عقود قدّم خلالها المئات من المحاضرات والمناظرات مع القساوسة، كما وضع عددًا من الكتب يزيد على عشرين كتاباً.
ويبدو أن لديدات قصته مع مفهوم اللغة والتواصل التي تتضح إذا ما أمعنا النظر في تفاصيل حياته، فلو عدنا للوراء أعواماً طويلة لوصلنا إلى عام 1927 وقت أن وصل الطفل أحمد ديدات ذو الأعوام التسعة إلى جنوب أفريقيا بعد أن ودّع والدته في اللقاء الأخير بينهما؛ إذ توفيت بعد ذلك بشهور قليلة، سافر ليجتمع بوالده الذي يعمل ترزيًّا، وكان قد هاجر من الهند عقب ولادة أحمد مباشرة، وفي بلد غريب ودون تعليم نظامي وبلا معرفة باللغة الإنجليزية لم يستطع الصبي الصغير - باجتهاده وحبه الشديد للقراءة - أن يجتاز حاجز اللغة فقط بل والتفوق في مدرسته، وقد وصل لما يعادل الصف الثاني الإعدادي، ونظرًا لأوضاعه المالية فقد تأثرت حياته الدراسية وتوقف عن التعليم، كان كل من حوله يحفزه على البحث والاطلاع فيما يتعلق بالدين والعقيدة وكرس ديدات نفسه وتخصص في دراسة تشبع نهمه فيما يتعلق بمعرفة أسرار العقائد والأديان، فتوجه إلى دراسة مقارنة الأديان، فكانت النتائج مذهلة. ثم سافر إلى باكستان في عام 1949 من أجل المال فقد وجد أنه لكى يجمع مبلغاً يفيض عن حاجته لأنفقه في الدعوة كان عليه أن يسافر وفعلاً مكث في باكستان لمدة ثلاث سنوات.

### كتاب إظهار الحق
عمل ديدات وهو في السادسة عشر من عمره في تجارة التجزئة، ثم تحول إلى العمل في مجال الدعوة بسبب قراءته كتاباً عنوانه إظهار الحق ما جر ديدات للاشتغل بالحوار الإسلامي المسيحي، فهناك عامل مؤثر آخر لا يقل عن دور بعثة أدم التنصيرية في التأثير على تغير حياة ديدات ولكن كان هذا العامل الآخر في فترة متأخرة أثناء عمل ديدات في باكستان، حيث كانت من مهامه في العمل ترتيب المخازن في المصنع وبينما هو يعمل فإذ به يعثر على كتاب إظهار الحق للعلامة رحمت الله الهندي.
وهذا الكتاب يتناول الهجمة التنصيرية المسيحية على وطن ديدات الأصلي الهند ذلك أن البريطانيين لما هزموا الهند، كانوا يُوقنون أنهم إذا تعرضوا لأية مشاكل في المستقبل فلن تأتي إلاَّ من المسلمين الهنود فالسلطة والحكم والسيادة قد انتزعت غصباً من أيديهم ولأنهم قد عرفوا السلطة وتذوقوها من قبل فإنهم لا بد وأن يطمحوا فيها مرة أُخرى ومعروف عن المسلمين أنهم مناضلون أشدّاء بعكس الهندوس فإنهم مستسلمون ولا خوف منهم.
وعلى هذا الأساس خطط الإنجليز لتنصير المسلمين ليضمنوا الاستمرار في البقاء في الهند لألف عام وبدأوا في استقدام موجات المنصرين المسيحيين إلى الهند، وهدفهم الأساسي هو تنصير المسلمين وكان هذا الكتاب العظيم أحد أسباب فتح آفاق ديدات للرد على شبهات النصارى وبداية منهج حواري مع أهل الكتاب و تأصيله تأصيلاً شرعياً يوافق المنهج القرآني في دعوة أهل الكتاب إلى الحوار وطلب البرهان والحجة من كتبهم المحرفة.
وأخذ ديدات يمارس ما تعلمه من هذا الكتاب في التصدي للمنصرين، ثم أخذ يتفق معهم على زيارتهم في بيوتهم كل يوم أحد فكان يقابلهم بعد أن ينتهوا من الكنيسة ثم أنتقل ديدات إلى مدينة ديربان وواجه العديد من المبشرين كأكبر مناظر لهم. فكانت الانطلاقة الحقيقية للجهود الدعوية لديدات عندما عَثُر على كتاب إظهار الحق لأحد المؤلفين الهنود ممن عاشوا في المدينة المنورة؛ حيث اتخذه ديدات منطلقًا لأفكاره للرد على كتابات المستشرقين وأباطيل الكتَّاب المسيحيين في الغرب عن الرسول ﷺ وكان لدوره الدعوي دورًا كبيرًا في إشهار عدد كبير من المسيحيين لإسلامهم مع توجه بعضهم إلى العمل الدعوي الإسلامي بدوره، يقول ديدات:

### رفاق الدرب
التقى غلام حسن مع ديدات في رحلة البحث والدراسة والقراءة المتعمقة في مقارنات الأديان، وساعد ديدات كثيراً في التحصيل العلمي وصقل الذات، وفي تلك الآونة كانت ملكة المناظرة قد نضجت لدى أحمد ديدات من خلال مناقشاته اليومية التي تطورت إلى مناظرات على نطاق ضيق مع القساوسة في مدن وقرى صغيرة داخل جنوب أفريقيا، وحين أصبحت الدعوة تملك غلام حسن قرر التفرغ تماماً عام 1956 واتفق الرجلان في نفس العام على تأسيس مكتب الدعوة في شقة متواضعة بمدينة ديربان، ومنه انطلقا إلى الكنائس والمدارس المسيحية داخل جنوب أفريقيا حيث قام أحمد ديدات بمناظراته المبهرة والمفحمة، فقد جاب ديدات البلاد بطولها وعرضها ومعه رفيق دربه غلام حسن وأحدث اضطرابًا في الوسط الكنسي ومن ثم المجتمع كله، وهز مفاهيم ومعتقدات راسخة ومقدسة واستطاع تغييرها، وأحدث ثغرة داخل الكنيسة بعد أن تحول المئات بإرادتهم إلى الإسلام إثر حضور مناظراته أو بعد زيارته في مكتبه الذي تحول إلى منتدى للزائرين والوافدين من كل مكان.
ثم تعرف ديدات بعد ذلك على صالح محمد وهو من كبار رجال الأعمال المسلمين، وكيب تاون مدينة ذات طبيعة خاصة، حيث تتميز بكثافة سكانية إسلامية عالية، لكن أوضاع المسلمين ليست على ما يرام، وبالمقابل تتميز بأغلبية قوية ومنظمة جدًّا من المسيحيين، بالإضافة إلى أنها ذات موقع مهم ولها أهميتها التجارية والسياسية، لكل هذه الأسباب قام صالح محمد بدعوة ديدات لزيارة المدينة، حيث رتب له أكثر من مناظرة مع القساوسة في المدينة، ولكثرة عددهم ورغبتهم في المناظرة فقد أصبحت إقامة ديدات في كيب تاون شبه دائمة، وتمكن ديدات من خلال مناظراته أن يحظى بمكانة كبيرة بين سكانها جميعاً الذين تدفقوا على مناظراته حتى أصبح يطلق على كيب تاون أحمد ديدات تاون وهكذا صار غلام حسن وصالح محمد ملازمين لديدات في حله وترحاله، وأصبح الرجلان يمثلان جناحي طائر ينطلق به ديدات إلى الفضاء محلقاً في جولات ومناظرات فتحت عشرات الآلاف من القلوب والعقول للإسلام فاهتدت إليه، الجناح الأول غلام حسن الذي لازمه في البحث والدراسة والقراءة فكان كمزود الوقود والجناح الثاني صالح محمد الذي تولى ترتيب المناظرات من الألف للياء متحملاً كل الأعباء، فكان كممهد الطريق أمام ديدات.
لقد جاب ديدات البلاد بطولها وعرضها ومعه رفيقا دربه وأحدثت مناظراته اضطرابًا في الوسط الكنسي ومن ثم المجتمع كله، وهز مفاهيم ومعتقدات كانت راسخة ومقدسة واستطاع تغييرها، وأحدث ثغرة داخل الكنيسة بعد أن تحول المئات بإرادتهم إلى الإسلام إثر حضور مناظراته أو بعد زيارته في مكتبه الذي تحول إلى منتدى للزائرين والوافدين من كل مكان.
وفي مدينة ديربان في الخمسينات جدّ جديدٌ أخر، كان يحضر الشيخ صباح كل أحد محاضرات دعوية وكان جمهوره صباح كل أحد ما بين مائتين إلى ثلاثمائة فرد، وكان جمهور المحاضرات في ازديادٍ دائماً، وبعد نهاية هذه التجربة ببضعة شهور اقترح رجل إنجليزي اعتنق الإسلام واسمه فيرفاكس اقترح على ديدات أن لديهم الرغبة والاستعداد من بيننا أن يدرس المقارنة بين الديانات المختلفة وأطلق على هذه الدراسة اسم فصل الكتاب المقدس Bible Class وكان يقول بأنه سوف يعلم الحضور كيفية استخدام الكتاب المقدس في الدعوة للإسلام 
ومن بين المائتين أو الثلاثمائة شخص الذين كانوا يحضرون حديث الأحد، اختار السيد فيرفاكس خمسة عشر أو عشرين أن يبقوا ليتلقوا المزيد من العلم، استمرت دروس السيد فيرفاكس لعدة أسابيع أو حوالي شهرين ثم تغيب ولاحظ ديدات الإحباط وخيبة الأمل على وجوه الشباب، ويوم الأحد من الأُسبوع الثالث من تغيب السيد فيرفاكس مرة أخرى فاقترح عليهم ديدات أن يملأ الفراغ الذي تركه السيد فيرفاكس وأن يبدأ من حيث انتهى فيرفاكس لأنه كان قد تزود بالمعرفة في هذا المجال لكن الهدف من حضور ديدات دروس فيرفاكس هو رفع روحهم المعنوية فقط، وظل ديدات لمدة ثلاث سنوات يتحدث إليهم كل أحد ويصف ديدات هذه الفترة بأنه أكتشف أن هذه التجربة كانت أفضل وسيلة تعلم منها، فأفضل أداة لكي تتعلم هي أن تُعَلِّم الآخرين، والنبي ﷺ يقول «بَلِّغُوا عَنِّي ولو آيَة» فعلينا أن نبلغ رسالة الله حتى ولو كنا لا نعرف إلاَّ آيةً واحدةً، وفي هذا يكمن سرّاً عظيماً فإنك إذا بلَّغت وناقشت وتكلمت فإن الله يفتح أمامك آفاقاً جديدةً ولم يدرك ديدات قيمة هذه التجربة إلاَّ فيما بعد، وفي عام 1959 توقف أحمد ديدات عن أعماله؛ حتى يتسنى له التفرغ للمهمة التي رسم نفسه من أجلها، وهي الدعوة إلى الإسلام من خلال إقامة المناظرات وعقد الندوات والمحاضرات، وفي سعيه هذا قام بزيارة الكثير من دول العالم.

## الدعوة

### بداية الدعوة
في السادسة عشرة من عمره بدأ ديدات أول عملٍ له كبائعٍ في متجر، ثمَّ عمل في متاجر كثيرة، ثمَّ عمل في عام 1936 في متجرٍ يملكه مسلم، وكان بالقرب من معهد تعليمٍ نصرانيٍّ على ساحل كوازولو ناتال الشمالي، وقد أشعلت الإهانات المستمرَّة ضدَّ الإسلام من قبل المنصِّرين المتمرَّنين بالمعهد في نفسه الرغبة في إبطال ادعاءاتهم، قال أحمد ديدات عن بداية طريق الدعوة:
وكان من عادة الطلبة في هذه الكلية أن يأتوا إلى المحل، وكانوا مبشرين تحت التدريب .. 
كانوا يأتون إلى المحل ويرونني وبقية العاملين المسلمين في المحل، ويتحدثون إلينا بأشياء عن الإسلام ونبي الإسلام وعن أمور وأشياء ليس لدي أي معرفة عنها .
ومن هذه الكلية توافد علينا المبشرون الذين حولوا حياتنا إلى بؤس وعذاب، فلقد كانوا يتدربون هناك على كيفية مواجهة المسلمين. 
وحينما كانوا يأتون لشراء ما يحتاجون إليه من المحل كانوا ينهالون علينا بالأسئلة والانتقادات .. فيقولون :
- هل تعلمون أن محمداً تزوج نساءً كثيراتٍ جدّاً ؟
وحينئذ لم يكن لدي أدنى معرفة بذلك .
- وهل تعلمون أن محمداً نشر دينه بحدّ السيف ؟
ولم يكن لدي أدنى معرفة عن ذلك .
- وهل تعلمون أن قد نقل كتابه عن اليهود والنصارى ؟
ولم يكن لدي أدنى علم بذلك .
كان الموقف فـي غاية الصعوبة بالنسبة لي .. ماذا أفعل كمسلم ؟ .. هل أردُّ على الهجوم ؟ .. ولكن كيف ذلك ؟ .. وليس لدي من العلم والمعرفة ما أَرُدُّ به .. وهل أهرب من المكان ؟ .. والحصول على عمل في تلك الأيام كان أمراً عسيراً.
وكان لدي توقٌ شديدٌ للمعرفة وللقراءة. وفي صباح يوم الراحة الأُسبوعية دخلت المخزن الخاص برئيسي، وأخذت أُقلب في كومة من الصُّحف القديمة وأُفتش عن مادة جيدة أقرؤها وانهمكت في البحث إلى أن عثرت على كتاب قضمته الحشرات – وفيما بعد جدّدت غلاف هذا الكتاب الذي قضمته الحشرات – وحينما أمسكت بالكتاب ثارت منه رائحة نفاذة أثارت أنفي وانتابتني حالة من العطس فقد كان الكتاب قديماً ومتعفِّناً. 
قرأت عنوان الكتاب .. العنوان هو : (إظهار الحق) .. كان وقعه في أُذني وكأن العنوان بالعربية ..
كان الكتاب قديماً وصدر في الهند عام 1915 قبل ميلادي بثلاث سنوات .. فلقد ولدت عام 1918 فهو أقدم مني بثلاث سنوات.
وبفضل هذا الكتاب تغيرت حياتي تماماً ولو لم أصادف هذا الكتاب ما كنت لأقوم بما أقوم به الآن وأعني بذلك التحدث إلى الناس عن الأديان من منطلق المقارنة بينها.

### دراسة الأناجيل
أثناء عمله في محل والده جاءته بعثة آدم التنصيرية و سألته عدة اسئلة عن الدين الإسلامي و كان ديدات لم يستطيع أن يجيب عن كل التساؤلات التي وجهت إليه فقرر بعدها وبشدة أن يدرس الإنجيل وبالرغم من أنه لم يتعلم اللغة العربية ولم يستطيع قراءة الأناجيل باللغة العربية كان يستدعي أحد يقرأها له كي يمتلك مواجهه السائلين ويرد على كل هذه الأسئلة التي لم يستطيع الرد عليها وبالفعل تعلم ديدات وو صل إلى درجة الداعية الإسلامي، بعد أن اشترى أحمد ديدات أول نسخة من الإنجيل وبدأ يقرأ ويعي ما فيه، وفي اللقاء الثاني بطلاب الإرسالية كان على استعداد لمناقشتهم، بل ودعوتهم للمناظرات، وحينما لم يصمدوا أمام حججه قام بشكل شخصي بدعوة أساتذتهم من الرهبان والقساوسة في المناطق المختلفة، وشيئًا فشيئًا تحول الاهتمام والهواية إلى مهمة وطريق واضح للدعوة بدأ ديدات واستمر فيه، فكان له من الجولات والنجاحات الكثيرة، واستمر في ذلك طيلة ثلاثة عقود قدّم خلالها المئات من المحاضرات والمناظرات مع القساوسة، وحتى عام 1956 كان ديدات فيها يحضر صباح كل أحد محاضرات دعوية، وكان جمهوره صباح كل أحد ما بين مائتين إلى ثلاثمائة فرد، وبعد نهاية هذه التجربة ببضعة شهور، اقترح شخص إنجليزي اعتنق الإسلام واسمه فيرفاكس أن يدرس المقارنة بين الديانات المختلفة وأطلق على هذه الدراسة اسم (فصل الكتاب المقدس) وكان يقول بأنه سوف يعلم الحضور كيفية استخدام الكتاب المقدس في الدعوة للإسلام، استمرت دروس فيرفاكس لعدة أسابيع أو حوالي شهرين ثم تغيب بعدها فاقترح عليهم أحمد ديدات أن يملأ الفراغ الذي تركه السيد فيرفاكس وأن يبدأ من حيث انتهى؛ كونه قد تزود بالمعرفة في هذا المجال، وظل لمدة ثلاث سنوات يتحدث إليهم كل أحد، وقد كان ديدات جريئاً في دفاعه عن الإسلام ومن نتائج ذلك أنه أسلم على يديه كثير من المسيحيين من مختلف أنحاء العالم، بل والبعض منهم الآن دعاة إلى الإسلام، فقد اشتهر خلال الثمانينيات من القرن الماضي بمناظراته مع عدد من القساوسة حول الإسلام والأديان والعقائد فقد اشتهر بمناظراته المثيرة حول النصرانية وتناقض الأناجيل والتي لاقت إقبالاً كبيراً من الجماهير واعتنق الكثيرون الإسلام على يديه، فأسس لاحقاً منظمة الدعوة الدولية.

### أول محاضرة/ أول مناظرة
كانت أول محاضرة لديدات بعنوان محمد صلى الله عليه وسلم رسول السلام في عام 1940 ألقاها أمام 14 شخص فقط بإحدى دور السينما بالإقليم الذي عاش فيه، وبعد فترة وجيزة زاد العدد، وكان محبو الاستماع له يعبرون التقسيمات العنصرية التي كانت سائدة آنذاك إبان فترة التمييز العنصري بجنوب أفريقيا للاستماع له والمشاركة في جلسات الأسئلة والأجوبة التي كانت تعقد عقب محاضراته، ونجحت قوة حجته في إعادة مرتدين كانوا قد تخلوا عن عقيدتهم إلى الإسلام وهكذا بدأت شؤون وشجون الدعوة تهيمن على كل جوانب حياته حتى بلغ عدد الحضور في محاضراته 40 ألفاً، وألقى ديدات محاضرات في كل أنحاء العالم، ونجح في مواجهة مسيحيين إنجيليين في مناظرات عامة ومن أشهر مناظراته مناظرة هل صُلب المسيح؟ التي ناظر فيها بنجاح الأسقف جوسيه ماكدويل في ديربان عام 1981، وفي جنوب أفريقيا خرج الشيخ أحمد ديدات إلى العالم في أول مناظرة عالمية عام 1977 بـ قاعة ألبرت هول في بريطانيا وقد ناظر كبار رجال الدين النصراني أمثال كلارك وجيمي سواجارت وأنيس شروش وغيرهم وقد انتفع بها المسلمون فثبت اعتقادهم بالإسلام والقرآن وعرفوا التحريف في الأديان كما انتفع بها بعض المهتدين من النصارى، وأحدثت مناظراته دوياً في الغرب لاتزال أصداؤه تتردد فيه حتى يومنا هذا فحديثه عن تناقضات الأناجيل الأربعة دفع الكنيسة ومراكز الدراسات التابعة لها والعديد من الجامعات في الغرب لتخصيص قسم خاص من مكتباتها لمناظرات ديدات وكتبه وإخضاعها للبحث والدراسة سعياً لإبطال مفعولها، وسعياً لمنعها وعدم انتشارها. ويذكر الدكتور غلام حسين أن من أول مناظرات أحمد ديدات كانت مع السفير الإسرائيلي في جنوب أفريقيا في الستينيات، الذي استطاع ديدات ببراعته ونباهته أن يهزم خصمه أمام حشد كبير من الحضور، وأن يفند حججه التوراتية المزعومة فيما يتعلق بأرض الميعاد.

### المركز العالمي للدعوة
في عام 1959 توقف ديدات عن مواصلة الكتابة حتى يتسنى له التفرغ للمهمة التي نذر لها حياته فيما بعد وهي الدعوة إلى الإسلام من خلال إقامة المناظرات وعقد الندوات والمحاضرات، وفي سعيه الحثيث لأداء هذا الدور زار ديدات العديد من دول العالم، واشتهر بمناظراته التي عقدها مع كبار رجال الدين المسيحي وكان ديدات العضو المؤسِّس الأوَّل لـ المركز الدولي للدعوة الإسلامية ومؤسس معهد السلام لتخريج الدعاة IPCI بمدينة ديربان بجنوب أفريقيا وأصبح رئيساً له.
بدأ ديدات حياته الدعوية بنشر الإسلام بين الأفارقة هُناك علماً أن التواصل بين الأعراق المختلفة في تلك المنطقة تعتبر جريمة يعاقب عليها القانون العنصري، وخلال الفترة التي عمل فيها ديدات في مصنع النسيج كان عدد الحاضرين لسماع محاضراته التي يلقيها يزيد عن 300 فرد.
وكان لتعاون زوجته ومساندتها وتشجيعها له الأثر الكبير ببناء نواة أول مركز إسلامي مع زميل له أسماه مركز السلام عام 1968، بميزانية لم تتجاوز وقتها ثـلاث جنيهات وخمس شلنات، على أرض مساحتها 75 فدان تبرع بها الحاج قدوة ومع مرور الوقت بدأوا ببناء مسجد ومدرسة ابتدائية ومعهداً لتـدريب وتعليم وتربية الدعاة المسلمين من بين الأفارقة بالإضافة إلى عيادة طبية وملحقات رياضية ومحلات تجارية وأماكن ترويحية أُخرى، وهو الآن تقدر ميزانيته بملايين الدولارات.
أما المركز العالمي للدعوة الإسلامية فديدات العضو المؤسس له، وقد ترأسه لسنوات عديدة - فاز أثناءها بجائزة الملك فيصل لعام 1986 - وعن طريقه نشر ديدات كتبه وأنتج شرائطه، ويوزع المركز ملايين النسخ المجانية وخاصة من الترجمة الإنجليزية لمعاني القرآن الكريم الذي حرص على توزيعها على المسلمين وغيرهم في أنحاء العالم، كما يقوم المركز بعدد من الأنشطة من بينها إعداد دورات للدعاة، ودعوة غير المسلمين عن طريق السياحة والجولات بين المساجد والتعريف بالإسلام، كما حرص المركز على ترجمة معاني القرآن والكتب الإسلامية باللغات المحلية في جنوب أفريقيا مثل لغة الزولو Zulu وغيرها، والمركز يستعد لإنشاء متحف وأرشيف خاص بالشيخ ديدات في الطابق الذي كان يحتله مكتبه، وهو يعلن عن ذلك للجميع حتى يمكن جمع محاضرات ولقاءات وكتب ديدات، والمركز عادة ما يلجأ للإعلان بشكل جذَّاب ولافت عما يقوم به، وهي طريقة ربما لا تُعهد في البلاد العربية، ولكنها مبررة في مجتمع متغرب westernized يمثل المسلمون فيه أقلية تحاول التأثير، فعلى سبيل المثال قد تقرأ وأنت تمر بالسيارة في وسط المدينة إعلانًا مثل القرآن يتكلم، اقرءوا القرآن - العهد الأخير.

### مواقف وأحداث
قصة القسيس الذي إنحنى خجلاً أمام الشيخ أحمد ديدات
فقد ذهب الشيخ أحمد في إحدى المرات ليبحث عن النسخة الإندونيسية من الإنجيل في دار الكتاب المقدس في مدينة جوهانسبيرج ولاحظه مدير الدار وراقبه بإستغراب نظراً لهيئته التي توحي بأنه مسلم للعمة على رأسه وللحيته البيضاء فالتفت إليه مدير الدار وقال له هل تبحث عن شئ معين ؟ فلما أخبره أحمد ديدات عما يبحث أثار هذا اهتمام المدير ودعاه معه لتناول كوب من الشاي
وتحدث معه مدير الدار عن الإنجيل وتناقشوا في أمر ولادة السيد المسيح عيسى ابن مريم وقام الشيخ أحمد ديدات بشرح هذا الأمر له وتوضيح الفرق بين ما يذكره الإنجيل عن ولادة عيسى وبين ما يذكره القرآن
وبمجرد ما إنتهى الشيخ أحمد ديدات من حديثه إنحنى له مدير الدار وإعترف له بأن القرآن حق.

### اسلوبه الدعوي
طريقه للرد على الشبهات التي وجهت إلى الدين الإسلامي : ترك الشيخ ديدات كل الأعمال التي عمل بها وتوجه إلى إقامة الندوات والمناظرات الدينية التي كان يرد بها على الطاعنين في الدين الإسلامي فكان يعقد المنظارات مع كبار رجال الدين المسيحي ومنهم فلويد كلارك بدأ أحمد ديدات يحضر العديد من المحاضرات وكانت له شعبية حيث كان يحضر له العديد من المحاضرات والمناظرات وكان يركز دائماً على استخدام الكتاب المقدس في الدعوة إلى الإسلام، ومن الجدير بالذكر أن محاضرات ديدات ومنظاراته كانت لها النتيجة المبهرة في دخول العديد من النصارى في الإسلام وأصبحوا الآن دعاه يشهد لهم العالم كله.
أما أداء ديدات الذي وجد فيه البعض شدة وسخرية وإغراقه في التفاصيل العقائدية التي ربما يجهلها العديد من المسيحيين أنفسهم ولا يعلمها إلا قساوستهم، ومنطقه الأشبه بالإفحام الذي ربما يظهر ضعف الطرف الثاني دون أن يقنعه تمامًا، وإنما يؤثر عليه بإثارة حفيظته دون إقناعه هذه السمات جميعها كانت مصدر انتقاد له، ولم يكن ذلك بعيدًا عن محيطه القريب، فابنه يوسف أشار أنه كان يختلف مع أبيه، ولم يكن يحضر مناظراته في شبابه، وعن ذلك يقول ديدات: إنه يرى في قوله تعالى: يَا أَهْلَ الْكِتَابِ لاَ تَغْلُوا فِي دِينِكُمْ وَلاَ تَقُولُوا عَلَى اللهِ إِلاَّ الْحَقَّ إِنَّمَا الْمَسِيحُ عِيسَى ابْنُ مَرْيَمَ رَسُولُ اللهِ وَكَلِمَتُهُ أَلْقَاهَا إِلَى مَرْيَمَ وَرُوحٌ مِّنْهُ فَآمِنُوا بِاللهِ وَرُسُلِهِ دعوة صريحة لأن نتوجه إلى أهل الكتاب وأن ندعوهم ألا يقولوا على الله الكذب، وألا يؤمنوا بالتثليث كعقيدة، وهو يرى أنه ليكن في ذلك الشدة والوضوح، وهو يرى أن كلاًّ عليه أن يقوم بدور بحسب علمه وقدراته، وفي قول رسول الله ﷺ بلغوا عني ولو آية دليل على ما يوصي به، إلا أن كثيرين يرون في طباع البشر التي تختلف من شخص لآخر والظروف التي أحاطت بديدات في بداية حياته من استهزاء البعض بدينه مبررات لطريقة أدائه. وبرغم ما اشتُهر وكتب عن رؤى ديدات ومناظراته ومناقشاته حول الجوانب العقائدية في الإسلام والمسيحية، وجعلها قاعدة انطلاق لتحليلاته ومقارناته، فإننا يمكننا أن نلمس وبوضوح فطنته للمنظومة الأخلاقية والاجتماعية التي تميز بها الإسلام، فلا نجده في أي من كتبه أو مناظراته إلا ويتحدث عن ثمرة هذه المنظومة من مجتمع يحرم ما يسبب الانفلات القيمي كالزنى أو الشذوذ أو إدمان الكحوليات وغيرها وهو في ذلك يخاطب مشاكل حقيقية في المجتمعات الغربية ومجتمعاً متعدداً ومتغرباً إلى حد كبير - بحكم ظروف عدة - مثل مجتمع جنوب أفريقيا، وتجده لذلك يتحدث عن الصون والعفاف ويشدّد على الشباب بشأن الزواج المبكر، وعن ذلك يقول محمد خان - مسئول العلاقات العامة بمركز IPCI -:«كنت أهاب الشيخ وقد سألني عن عدم زواجي وساعدني ماليًّا حتى تم زواجي.» وفي حديث له مع صحفي نيجيري شاب جاء يجري معه حوارًا للإذاعة وما إن انتهى حتى سأل ديدات الصحفي هل أنت متزوج؟ وحينما أجابه بالنفي عنفه ديدات مستشهدًا بحديث رسول الله ﷺ النكاح سنتي ومن رغب عن سنتي فليس مني وعلَّق الشيخ قائلاً:«لقد تأملت الكلام طويلاً ووجدته شديدًا.. لم يقل رسول الله السواك أو اللحية أو.. وإنما الزواج» وأضاف موجهًا كلامه للشاب: ألم تقرأ قوله تعالى: هُنّ لِبَاسٌ لَكُمْ وَأَنْتُمْ لِبَاسٌ لَهُنَّ بدونها أنت عارٍ وبدونك هي كذلك.
لم يطرأ تغيير على منهج ديدات بشأن الهجمات التي راحت توجه للإسلام أثناء فترة مرضه، وكان دائماً يوظف هذه الهجمات لصالح الدعوة، فشعاره هو اقلب الطاولة على الخصم، فلما حصلت ضجة سلمان رشدي لتشويه صورة الإسلام والمسلمين، قام ديدات بشراء كتاب سلمان رشدي وقرائته كاملاً وبحسه الإعلامي كان يوجه الدعاة الذين تتلمذوا على يديه لمتابعة الإعلام والانخراط فيه، واستفاد من أخطاء تعاطي المسلمين مع الأزمة، ووجد أن سلمان رشدي تطاول على الغربيين وعلى ملكة بريطانيا والبريطانيين وعلى الشعب الأمريكي، فألف كتيباً صغيراً بعنوان كيف خدع سلمان رشدي الغرب وزع منه 7 آلاف نسخة على البريطانيين، وألقى في أمريكا سلسلة من المحاضرات لأن سلمان رشدي وجد دعما هناك، وبعد هجمات 11 سبتمبر عندما تطاول قس أمريكي على رسول الله ﷺ وجه ديدات طلابه بأن ينشروا ردوداً على ذلك في الصحافة الأمريكية، وأن يخاطبوا الجهات المعنية بالدعوة لتقوم بتفنيد هذا التطاول.
ومن أفضل ما كتب ديدات تلك التي يخاطب فيها أهل الكتاب ويسألهم كيف يشتمون الرسول ﷺ وهو مبشر به في كتبهم، وكان يقول أن كتبه متاحة وليس عليها حقوق طبع وأقسم أنه لو لديه الإمكانيات لنشرها ووزعها كتبه مجاناً، ورغم أن ديدات ينتمي أساساً للجالية الهندية، أنشأ أول مدرسة ومركز إسلامي ومسجد متكامل المرافق في جنوب أفريقيا للجالية الهندية، والمعروف أن نظام الفصل العنصري في جنوب أفريقيا كان يخصص مناطق للهنود ومثلها للسود، وأخرى للبيض، وقد كسر ديدات هذه القاعدة لأن الإسلام لا يعترف بالتفرقة العنصرية فذهب إلى مناطق الأفارقة وهم أهل البلاد الأصليين وأسس فيها مسجداً ومركزاً ومدرسة باسم السلام، وبعد ذلك رجع إلى مدينة ديربان وأسس فيه المركز الإسلامي العالمي للدعوة الإسلامية بجوار المسجد الجامع الذي هو أكبر مساجد جنوب القارة الأفريقية، وبدأ ديدات يجذب غير المسلمين الذين يزورون ديربان إلى المسجد، ويشرح لهم الصلاة والعقيدة الإسلامية، ويلقي محاضرات في ديربان وغيرها، وعندما تصله من بعض مجتمعات المسلمين أن هناك منصرين يزورون مناطقهم ويحاولون ردتهم عن الدين، يأخذ أسماءهم ويتحداهم بأن يناظروه وكان هذا شيئاً عجيباً جداً لأن الجالية المسلمة في جنوب أفريقيا في الخمسينيات والستينيات والسبعينيات من القرن الماضي، كانت محبطة بشدة تحت نظام الفصل العنصري، ولم يكن أحد يستطيع أن يظهر هويته الإسلامية، فوجدت في ديدات العزاء ورفعت رأسها وارتدت إلى هويتها. 
وأشار عصام مدير إلى أننا عرفناه في المنطقة العربية بمناظرته الشهيرة مع جيمي سواجارات التي ترجمت إلى اللغة العربية وبثها تلفزيون أبو ظبي بعد أن أشرف على دبلجتها، وكان القس الأمريكي جيمي سواجارات في ذلك الوقت أكبر منصر في العالم كله، وله صيته وإمبراطوريته المالية، وعندما أساء للقرأن، انقسم الطلبة المسلمون لفريقين، أحدهما شجب وندد، والثاني رأى التصرف بحكمة وسمعوا عن ديدات الذي يناظر هؤلاء فخاطبوه ليناظر سواجارات فوافق، وفي نهاية المناظرة اعتذر سواجارات عن اسائته للقرأن، ويحكي عصام مدير بأنه عندما وقعت أزمة تدنيس القرآن في جوانتانامو عرضنا على ديدات أن نرد بتوزيع كتابه القرآن معجزة المعجزات للأمريكان وأعجبته الفكرة، ومنذ أسبوعين قبل وفاته نشر إعلاناً في جنوب أفريقيا لغير المسلمين رداً على امتهان القرآن وتدنيسه في جوانتانامو، بأن محاضرته عن القرآن المدمجة على أسطوانات DVD هدية لكل غير مسلم، يستلمها من بيته الذي زاره فيه عدد من القساوسة.

## الحالة الأسرية
المرأة المجهولة المشهورة في حياة ديدات السيدة حواء حسين ويمكننا أن نتخيل قدر الرعاية والدور الذي تلعبه هذه المرأة البسيطة في حياة ديدات إذا ما نظرنا إلى آخر التقارير الطبية للشيخ ديدات التي تقول: إن الشيخ لم يصب بأي من قرح الفراش رغم رقاده الطويل نظراً لعناية زوجته الفائقة به، ولنبدأ بجانب طريف من قصة زواجهما فقد جعل يوسف ديدات - ابن الداعية أحمد ديدات - يسأل الصحفيين أمام والده:«خمنوا كم من المرات تقدم فيها الشيخ للزواج ولم يفلح في مسعاه؟» وبعد أن أخذ الصحفيين يخمنون وجاءت تقديراتهم خاطئة فذكر يوسف الرقم:« 33 مرة!!!» وعلق يوسف على ذلك:«قد يعللها البعض بظروف الشيخ المادية وقتها، ولكن أجد ذلك لحكمة الله ليكفل له هذه الزوجة التي أسميها أم الأمهات mother of the mothers الغريب أن الشيخ لدى رؤيته للسيدة حواء في البداية لم يقتنع بالزواج منها فقد كانت نحيفة وكان يرغب وقتها في مواصفات مختلفة!! ولكنه وبالإنصات للنصيحة تزوج منها.» استقرت السيدة حواء وتفرغت لأمر الأبناء.. وللشيخ 3 أبناء: إبراهيم الابن الأكبر والمقيم حالياً بالولايات المتحدة وهو كبير في السن ومريض، والابنة رقية التي توفيت منذ عدة سنوات وتكفل ديدات في نفس عام وفاتها بابنتها سمية التي تزوجت وتعيش في السعودية، ويوسف الابن الأصغر والملازم والمقيم والمرافق لوالده والمترجم للغة عينيه إلى زواره، ويضيف يوسف: إن والدي يعتبر كل يوم تظل فيه أمي على قيد الحياة يوم ميلاد وعيداً لنا جميعاً.
كانت السيدة حواء عجوز بسيطة تمتلك روح الجدات فمع الصحفيين كان يوسف يقوم بتبسيط الأسئلة قدر الإمكان ويتطوع بالإجابة على تفاصيل أغلبها وكانت إجابتها شديدة البراءة، فحينما سؤلت عما تفعله الآن وماذا تقدم للشيخ؟ أجابت:«أفتح الستائر صباحاً، أعدل من وضع الوسائد للشيخ، وأقلبه حتى لا يصاب بأذى، أغسل وأنظف المناشف .. أعتني بنظافته، أصنع له طعام البرياني الذي يحبه كثيراً.» الشيخ ديدات كان في مرضه يشعر ويتذوق، ولكنه يتناول أكلاته بعد تجهيزها لتصل إلى معدته عبر أنبوب. وعن دورها وتشجيعها له قالت:« نعم، كنت أجلس هنا بينما يسافر ويجري مناظراته، إنني أحب ما يفعل..» هنا تدخل يوسف ديدات في الحوار ليقول:«كان أبي حينما يجري مناظرة يأتي على العشاء ليسأل أمي عما كانت عليه مناظرته، فتجيب: كانت رائعة، فيسألها عما فهمت منها، فتلتفت لتوبخ أحد الصغار لتصرف نظره عن السؤال.» وابتسم قائلاً:«رغم أن ديدات عالم ومحلل وهي سيدة بسيطة لا تعي أغلب ما يقول فإنني لا أذكر أي مشاحنات بينهما، كانا مختلفين تماماً، ولكنهما كانا متوافقين إلى أقصى حد.»
أما ديدات نفسه فحينما سأله الصحفيين عما تمثله بالنسبة له فأجاب عبر حركة عينيه التي ترجمها يوسف:«هي سندي My Back Bone منذ أن بدأت أمر الدعوة والمناظرات» وقال:«إنه لم يفكر رغم بساطتها من الزواج بغيرها.» وحينما طُلب من كل من أحمد ديدات والسيدة حواء أن يرسل كل منهما رسالة للآخر كانت رسالة السيدة حواء هي:«سامحني إذا كان قد بدر مني أي شيء.» كلمات قليلة ومؤثرة أبكت أحمد ديدات وابنه أما رسالة الشيخ إليها فكانت:«خذي الأمر ببساطة.. هوني عليك.» وقتها علق لنا يوسف بأن الشيخ عادة لا يقول كلمة إلا ويعنيها ويحمل بها عدداً من الرسائل وضرب مثالاً على ذلك برده على صحفيين أمريكيين أتوا إلى زيارته بعد أحداث الحادي عشر من سبتمبر ليحاوروه، وكان من بين أسئلتهم ماذا كنت ستفعل بعدما حدث لو كنت رئيساً لولايات المتحدة الأمريكية؟ فأجاب ديدات (الراقد):«كنت سأعمل على أن تؤدي ربيبتي إسرائيل العدل تجاه الفلسطينيين.. أوقفوا ما يحدث وكونوا عدولاً.»

## مؤلفاته

كتاب خمسون ألف خطأ في الكتاب المقدس.

ألف أحمد ديدات حوالي 24 كتاباً، طُبِع الملايين منها، ووزعت بالمجان في معظم الأحيان. وقام بإلقاء مئات المحاضرات في جميع أنحاء العالم، بخلاف المناظرات التي طبع بعضها والذي بلغ عدد محاضراته ومناظراته المسجلة 125 محاضرة ومناظرة، كان ديدات كاتباً نشطاً، لا يتوقف عن الكتابة ومعالجة قضايا الساعة، وكان يطبع محاضراته ومقالاته وتوزع على شكل كتيبات بالمجان. أصدر ديدات كتبه والتي تتعلق جميعها بالمقارنة بين الأديان، وطبع ونشر من هذه الكتب مائة ألف نسخة في المرة الواحدة، في بداية الخمسينيات، أصدر ديدات كتيبه الأول ماذا يقول الكتاب المقدس عن محمد صلى الله عليه وسلم؟، ثم نشر بعد ذلك أحد أبـرز كتيباته: هل الكتاب المقدس كلام الله؟ وقد وزعت ملايين النسخ من كتبه، وتُرجمت مؤلفاته إلى العديد من اللغات، منها الروسية والأردية والعربية والبنغالية والفرنسية والأمهرية والصينية واليابانية والاندونيسية والزولو والأفريكانز والهولندية والنرويجية ولغات أخرى. من كتبه:
- ماذا يقول الكتاب المقدس عن محمد صلى الله عليه وسلم؟، What the BibleSays about Muhummed، (طبع منه أكثر من ثلاثمائة ألف نسخة).

- هل الكتاب المقدس كلام الله؟، ?Is the Bible God's Word، (طبع منه أكثر من مائتين وستين ألف نسخة).

- مسألة صلب المسيح بين الحقيقة والافتراء، ?Crucifixion or Cruci-fiction.

- المسيح في الإسلام، Christ in Islam.

- الحل الإسلامي لمشكلة العنصرية، Islam's Answer to the Racial Problem.

- المسلم يؤدي الصلاة، The Muslim at Prayer.

- من دحرج الحجر؟، ?Who Moved the Stone.

- مسألة صلب المسيح بين الحقيقة والافتراء.

- المسيح في الإسلام.

- محمد: الخليفة الطبيعي للمسيح.

- ما هو اسمه؟ (الله في اليهودية والمسيحية والإسلام).

- الإختيار.

- شيطانية الآيات الشيطانية وكيف خدع سلمان رشدي الغرب.

- عتاد الجهاد.

- الخمر بين المسيحية والإسلام.

- من المعمدانية إلى الإسلام.

- العرب وإسرائيل.. صراع أم وفاق؟: وتأتي قصة كتاب ديدات "العرب وإسرائيل.. صراع أم وفاق؟"، لتلقي بعض الضوء على طبيعة التحديات في مجتمع جنوب أفريقيا ووعي ديدات بذلك، فيقول إقبال جازت Iqbal Jassat في مقاله (أغسطس 1999م) عن الشيخ: «كان نشره لكتاب العرب وإسرائيل.. صراع أم وفاق؟ موضوعًا لنقاش بينه وبين مسؤول كبير بالسفارة الإسرائيلية، في وقت زادت فيه الوحشية الإسرائيلية باجتياح لبنان عام 1982م، وكانت تتعلق بصورة لأم فلسطينية تحاول انتزاع ابنها من أيدي القوات الإسرائيلية، كان ديدات قد أعلن عن مسابقة بدعوة القراء لكتابة تعليق على الصورة، وكان يحاول أن ينشر إعلانات عن تلك المسابقة في كل الجرائد الرسمية بالبلاد، وقد رفضت أغلب الجرائد وقتها إعلانه مدفوع الأجر بازدراء، وقد علَّق ديدات وقتها بأسلوبه المميز عن حرية الصحافة والإعلام، ووصفها بأنها جوفاء وانتقائية. الشيخ لم يبرح دأبه ورغبته في الدعوة حتى وفاته، فحين دخلنا عليه غرفته وبعد استقبال ابنه يوسف لنا - وهو ملازمه ومترجم تعليقاته وردوده لزواره عبر قراءة عينيه - أشار لنا يوسف أنه ربما يكون جسد الشيخ لا يتحرك، ولا يستطيع التفوه بكلمة، لكن عقله وذهنه حاضران، وعن طريق لغته الخاصة طلب منا الشيخ أن نجلس وأن نفتح الإنجيل على صفحة حددها ونقل لنا يوسف رسالته: إن هذه السطور إنما هي وصف لحالة زنى المحارم، وأن في الإنجيل وصفا لعشر حالات تتعلق بهذا الأمر، يوسف أكد لنا أن كثيرًا من المبشرين والمنصرين يزورون الشيخ، وكان من بينهم، سيدة جاءت لتقول له إن ما أصابه كان بسبب تطاوله على الإنجيل، وإنها تدعوه لأن يؤمن به ليبرأ، ولكنه طلب إليها الجلوس وقام (وهو في حالته) بمناظرتها حول ما يحمله الإنجيل من مغالطات، وما يجعله يقر بأنه ليس كلمة الله.[29]»

كان نهم ديدات وحبه للقراءة والمقارنة التحليلية بمضاهاة النصوص وتقديم الأدلة من داخل بنية النص (نسخ الإنجيل) نفسها هو ما يميزه، فلم يقتصر على مقارنة ذلك بالقرآن وما جاء به الإسلام، بل حاول أن يثبت أن الارتباك والخطأ من داخل النص المحرف نفسه، وهو في ذلك يجتهد ويقرأ ويستعين بحفظ عدد كبير من نصوص الإنجيل بلغات شتى، وعن ذلك يقول: «عن نفسي، فإنني أحفظ مختارات عديدة من الإنجيل بلغات مختلفة منها العربية والعبرية، ليس للاستعراض، ولكن لأن الفواتح إنما تأتي من هذه القصاصات التي تخلق القدرة على الدعوة لديننا وسط مختلف الجماعات، فاللغة هي مفتاح قلوب البشر".» كان ذلك ضمن ما مكّنه من أن يتواصل ويعرف في دول عديدة في وقت سبق عصر ثورة المعلومات والاتصالات الهائلة التي ننعم بها الآن، وقد استطاع عبر دأبه في دراسة النصوص الدينية أن يحوز على المعرفة التي افتقدها في البداية، وشيئًا فشيئًا خرج إلى الدوائر العامة في مناظراته ومناقشاته.
عامَ 1959م توقف أحمد ديدات عن مواصلة مواصلة الكتابة حتى يتسنى له التفرغ إلى الدعوة إلى الإسلام، من خلال إقامة المناظرات وعقد الندوات والمحاضرات، كان أحمد ديدات العضو المؤسِّس الأوَّل للمركز الدوليِّ لنشر الإسلام معهد السلام لتخريج الدعاة IPCI بمدينة ديربان بجنوب إفريقيا وأصبح رئيساً له.
ونال الشيخ تكريم عدد من الدول العربية والإسلامية، ومنح جائزة الملك فيصل في مجال خدمة الإسلام عام 1406هـ (1986م)، ومنح لقب أستاذ لعلمه الغزير ومنهجية تفكيره.

## محاضرات ومناظرات
- أحمد ديدات في مقابلة مع مبشرين منصرين أمريكي وبريطاني، دربن، جنوب إفريقيا، 1983م.

- الإسلام والديانات الأخرى، تكنيكون دربن، جنوب إفريقيا، 1983م.

- المسيح في الإسلام، دربن، جنوب إفريقيا، 23 أغسطس 1983م.

- ندوة حول المسيح في الإسلام، دربن، جنوب إفريقيا، 1983م.

- حوار مفتوح مع المسيحية غينا لويس، إذاعة جنيف، السويد، 1987م.

- القرآن والحاسوب دربن، جنوب إفريقيا، 26 أبريل 1991م.

- ماذا يقول الكتاب المقدس عن محمد ﷺ، كيب تاون، جنوب إفريقيا، 1985م.

- محمد ﷺ، الخليفة الطبيعي للمسيح، كيب تاون، جنوب إفريقيا، 1985م.

- محمد ﷺ الرسول الأعظم شهادة اليهود والنصارى، كيب تاون، جنوب إفريقيا، 1985م.

- العرب وإسرائيل، كيب تاون، جنوب إفريقيا، 1985م.

- القرآن الكريم معجزة المعجزات، أبو ظبي، الإمارات العربية المتحدة، 5 يوليو 1987م.

- هل المسيح هو الله؟، كيب تاون، جنوب إفريقيا، 1985م.

- حادثة الصلب حقيقة أم خيال؟، كيب تاون، جنوب إفريقيا، 1985م.

- الإسلام والمسيحية، مناقشة بين أحمد ديدات وجاري ميلر، كيب تاون، جنوب إفريقيا، 1985م.

- الإسلام والمسيحية، مناظرة تلفزيونية على قناة هيئة الإذاعة الجنوب أفريقية، كيب تاون، جنوب إفريقيا، 1984م.

- القرآن الكريم، دربن، جنوب إفريقيا، 1985م.

- تحريم زواج المسلم من المشركين.

- العلاقة بين الله والإنسان في الإسلام، مسجد ريجن بارك، لندن، بريطانيا، 1985م.

- هل صلب المسيح حقا؟، مناظرة أحمد ديدات والبروفسور فلويد كلارك، قاعة ألبرت الملكية، لندن، بريطانيا 7 يوليو 1985م.

- احتمالات الإله، لقاء مع ديدات على البي بي سي، لندن، بريطانيا 1985م.

- لقاء مع تلفزيون الشرق الأوسط (1)، 1985م.

- لقاء مع تلفزيون الشرق الأوسط (2)، 1985م.

- لقاء مع تلفزيون الشرق الأوسط (3)، 1985م.

- المسيحية والإسلام، جامعة جنيف، سويسرا، 17 مارس 1987م.

- رسالة الشيخ أحمد ديدات إلى الطلبة المسلمين في بريطانيا، مسجد ريجن بارك، لندن، بريطانيا، 1985م.

- ديدات واللقاء السنوي المسيحي الثالث والعشرون، بريطانيا، 19 ديسمبر 1985م.

- هل المسيح هو الله؟، مناظرة أحمد ديدات والدكتور أنيس شروش، قاعة ألبرت الملكية، لندن، بريطانيا، 15 ديسمبر 1985م.

- المرآة التاجرة والعاملة في دربن، مركز الدعوة الإسلامية، جنوب إفريقيا.

- القرآن أم الكتاب المقدس؟، نيويورك، الولايات المتحدة الأمريكية، 2 نوفمبر 1986م.

- تقرير حول مناظرات بريطانيا، جنوب إفريقيا، 2 أبريل 1988م.

- المسيح في المسيحية والإسلام، جامعة ويجيتا ستايت، الولايات المتحدة الأمريكية، 1986م.

- تقرير حول مناظرات أمريكا، الإمارات العربية المتحدة، 17 أكتوبر 1986م.

- هل الكتاب المقدس كلام الله؟، مناظرة أحمد ديدات مع جيمي سواجارت، جامعة لويزيانا، باتون روج، الولايات المتحدة الأمريكية، 3 نوفمبر 1986م.

- هل الكتاب المقدس كلام الله؟، أسئلة وأجوبة، أحمد ديدات مع جيمي سواغارت، جامعة لويسيانا، باتون روج، الولايات المتحدة الأمريكية، 3 نوفمبر 1986م.

- محمد ﷺ في القرآن، الرد على جيمي سواغارت، نيويورك، الولايات المتحدة الأمريكية، 4 نوفمبر 1986م.

- المسيح، رسول الإسلام العظيم، توسون، أريزونا، الولايات المتحدة الأمريكية، 1986م.

- دعوة أم إجبار؟، أحد مساجد نيويورك، الولايات المتحدة الأمريكية، 14 نوفمبر 1986م.

- الصلب : حقيقة أم خيال؟، مناظرة أحمد ديدات مع روبرت دوغلاس، الولايات المتحدة الأمريكية.

- طريق ووسائل المنصرين، محاضرة في جزر المالديف، 8 ديسمبر 1987م.

- محمد ﷺ الرسول الأعظم، كراتشي، باكستان، 1988م.

- محمد ﷺ الخليفة الطبيعي للمسيح، كراتشي، باكستان، 1988م.

- الإسلام والمسيحية، فندق تاج محل، كراتشي، باكستان، 1988م.

- أحمد ديدات: أسئلة وأجوبة، الجزء الأول.

- أحمد ديدات: أسئلة وأجوبة، الجزء الثاني.

- أحمد ديدات: أسئلة وأجوبة، الجزء الثالث.

- أحمد ديدات: أسئلة وأجوبة، الجزء الرابع.

- أحمد ديدات: أسئلة وأجوبة، الجزء الخامس.

- القرآن أم الكتاب المقدس، أيهما كلام الله؟، مناظرة أحمد ديدات وأنيس شروش، برمنجهام، بريطانيا، 7 أغسطس 1988م.

- القرآن أم الكتاب المقدس، أيهما كلام الله؟، أسئلة وأجوبة أحمد ديدات وأنيس شروش، برمنغهام، بريطانيا، 7 أغسطس 1988م.

- تقرير عن مناظرة برمنغهام، بريطانيا، 8 أغسطس 1988م.

- الإسلام والمسيحية، مناظرة أحمد ديدات والبروفسور فان روي، بوتشيفستروم، جنوب إفريقيا.

- ضيف مسيحي في مسجدك، حوار مفتوح في مسجد رايفر سايد، دربن، جنوب إفريقيا، 1988م.

- هل المسيح بشر؟ روح أم إله؟، مسجد ريجن بارك، لندن، بريطانيا، 1988م.

- المسيح ومحمد ﷺ دراسة مقارنة، برادفورد، بريطانيا، 11 أغسطس 1988م.

- تحدي الإسلام، بلاكبول، بريطانيا، 1988م.

- الدعوة في الولايات المتحدة الأمريكية، أتلانتا، أمريكا، 1988م.

- سلسلة محاضرات في الكويت، 1 فبراير 1989م.

- سلسلة محاضرات في الكويت، 5 فبراير 1989م.

- سلسلة محاضرات في الكويت، 7 فبراير 1989م.

- سلسلة محاضرات في الكويت، 8 فبراير 1989م.

- سلسلة محاضرات في الكويت، 10 فبراير 1989م.

- هل إسرائيل تعمل من أجل الاضطهاد؟، نقاش: أحمد ديدات وبول فيندلي، كيب تاون، جنوب إفريقيا، 3 أغسطس 1989م.

- هل يجب أن يموت سلمان رشدي؟ رؤية شرعية إسلامية، كيب تاون، جنوب إفريقيا، 23 يونيو 1989م.

- هل يجب أن يموت سلمان رشدي؟ رؤية مسيحية يهودية، كيب تاون، جنوب إفريقيا، 23 يونيو 1989م.

- حوار مفتوح، دربن، 16 فبراير 1990م.

- إذا كانت العلامة تميزك، البسها !، مناظرة في الدعوة، كيب تاون، جنوب إفريقيا، 3 يونيو 1989م.

- الإنذار، كيب تاون، جنوب أفريقيا، 1 يوليو 1989م.

- الخطط الجديدة في أساليب المنصرين، كيب تاون، جنوب إفريقيا، 29 يونيو 1989م.

- هل الكتاب المقدس كلام الله؟، مناظرة أحمد ديدات والقس ستانلي سيوبيرج، ستوكهولم، السويد، 27 أكتوبر 1991م.

- هل الكتاب المقدس كلام الله؟، أسئلة وأجوبة : أحمد ديدات والقس ستانلي سيوبيرج، ستوكهولم، السويد، 27 أكتوبر 1991م.

- الإسلام رسالة الحق، كوالالمبور، ماليزيا، 1991م.

- هل المسيح هو الله؟، مناظرة أحمد ديدات والقس اريك بوك، كوبنهاغن، الدانمارك، 2 نوفمبر 1991م.

- هل الكتاب المقدس كلام الله؟، الدانمارك، 1991م.

- إسرائيل وإجرامها، الدانمارك.

- الإسلام في إفريقيا.

- الدعوة في بريطانيا.

- سلسلة محاضرات رحلة كينيا (1)، محاضرة في مسجد نور، جنوب نيروبي، 1995م.

- سلسلة محاضرات رحلة كينيا (2)، محاضرة في مسجد جمعة، نيروبي، 1995م.

- سلسلة محاضرات رحلة كينيا (3)، محاضرة في نادي سيرعلي الإسلامي، نيروبي، 1995م.

- الدورة العلمية الأولى بنيروبي، عتاد الجهاد، كينيا، 1995م.

- الدورة العلمية الثانية بمومباسا، عتاد الجهاد، كينيا، 1995م.

- سلسلة محاضرات رحلة كينيا (4)، قاعة ميمون، مومباسا، 1995م.

- الطلبة المبشرون (زيارة المركز)، دربن، جنوب إفريقيا، 1996م.

- المسيحية، اليهودية، الإسلام، أيها لها الحلول لمشاكل العالم؟، لندن، بريطانيا، 16 يونيو 1995م.

- مفهوم الإله في الإسلام والهندوسية، 26 يوليو 1995م.

- الجمعة الحزينة، مالذي جعلها حزينة (تفنيد مسألة قتل المسيح)، قاعة سيدني، أستراليا، 5 أبريل 1996م.

- المسيح في الإسلام، سيدني، أستراليا، 9 أبريل 1996م.

- هل صلب المسيح حقا؟، مناظرة أحمد ديدات والمبشر الجنرال واكفيلد، مابل ليف غاردن، كندا.

محاضرات أحمد ديدات في بريطانيا (إضافة إلى ما سبق أعلاه)
- مسألة سلمان رشدي، كيف ضلل رشدي الغرب، قاعة ألبرت الملكية، لندن، بريطانيا.

- رسالة القرآن الخالدة، مسجد ريجن بارك، لندن، بريطانيا.

- أم الخبائث (1)، مسجد الجامعة، ساوث هال.

- م الخبائث (2)، المركز الثقافي الإسلامي، مسجد ريجن بارك.

- القرآن معجزة المعجزات، حديث عن الدعوة، قاعة سانت جورج.

- القرآن معجزة المعجزات، غابة ولثام، لندن.

- الإسلام والديانات الأخرى، لوتن.

- أسس ومقدمات في الدعوة، برمنغهام.

- أم الخبائث، مركز الشباب الإسلامي، ورسيستر، بريطانيا، 11 أغسطس 1991م.

- القرآن معجزة المعجزات، مركز الدعوة العالمي، بريطانيا.

- تعريف الإسلام إلى غير المسلمين، مسجد كليتفون رود، بريمنغهام، 11 سبتمبر 1995م.

- قداسة البابا والحوار (1)، برادفورد.

- قداسة البابا والحوار (2)، مانشستر.

محاضرات أحمد ديدات في سيري لانكا
- المونوثية والتثليث، سريلانكا.

- المسلمون والمبشرون، سريلانكا.

محاضرات أحمد ديدات في ماليزيا
- الله والإنسان، كومتار، بينانق، ماليزيا، 1992م.

- لماذا الدعوة؟، مسجد أنديا، كوالالمبور، 21 فبراير 1992م.

- معجزة المعجزات، نادي رانتدري، كوالالمبور، 23 فبراير 1992م.

- الإسلام رسالة إلى الإنسانية، مركز أبيم الإسلامي، كوالالمبور، 23 فبراير 1992م.

- الإسلام هو الطريق، هو الحياة، كوالالمبور، ماليزيا، 29 فبراير 1992م.

- دعوة أم تهديم؟، مركز بيتروناس، كوالالمبور، ماليزيا، 21 فبراير 1992م.

- الإسلام هو السلام، هو الحق، ميدان الحرية كوالالمبور، ماليزيا، 21 فبراير 1992م.

- دعوة أم تهديم؟ الجامعة الإسلامية العالمية، بيتالينج جايا، ماليزيا، 29 فبراير 1992م.

محاضرات أحمد ديدات في الهند
- الإسلام والديانات الأخرى، قاعة العلامة لطيف، بومباي، الهند، 15 ديسمبر 1987م.

- القرآن معجزة المعجزات، قاعة عمر غيان، بومباي، الهند، 22 يونيو 1988م.

- القرآن أم الكتاب المقدس، أيهما كلام الله؟، بنغلور، الهند، 24 يونيو 1988م.

- من الجاهلية إلى الإسلام، قاعة باكتال، بومباي، 25 يونيو 1988م.

- القرآن أم الكتاب المقدس، أيهما كلام الله؟، كسار بوغ، بومباي، الهند، 26 يونيو 1988م.

- حديث عن الإسلام، جيمخانا، بومباي، الهند، 26 يونيو 1988م.

- الأخوة العالمية في الإسلام، أنجمان إسلام، الهند، 27 يونيو 1988م.

- محمد ﷺ في الكتاب المقدس، أنجمان إسلام، الهند، 28 يونيو 1988م.

- الإسلام، الرؤية والمنهج، بيت الدكتور عبد الكريم نائق، بومباي، 29 يونيو 1988م.

محاضرات أحمد ديدات في الدول العربية
- ما هو الكتاب المقدس؟، مركز الملك فيصل بن عبد العزيز آل سعود، الرياض، المملكة العربية السعودية.

- محاضرة مفتوحة في جدة، المملكة العربية السعودية.

- الشيخ ديدات يتحدث إلى الجيش الأمريكي في الخليج، قاعدة الملك عبد العزيز العسكرية، الظهران، المملكة العربية السعودية.

- المسيح رسول الإسلام، الرياض، المملكة العربية السعودية.

- التحدي الأخير والنداء الرائع، جبيل، المملكة العربية السعودية.

- التبشير المسيحي في العالم، الشيراتون، قطر، 11 أبريل 1989م.

- محاضرة الشيخ أحمد ديدات إلى المستثمرين الإماراتيين في جنوب إفريقيا، قاعة أفريقيا، الشارقة، الإمارات العربية المتحدة، 3 يونيو 1992م.

- مناظرة الشيخ أحمد ديدات مع الجنود الأمريكيين، البحرين، 19 يونيو 1993م.

- المسيح في الإسلام، المركز الثقافي الإسلامي، أم زنتو، 10 سبتمبر 1993م.

- تلفزيون السعودية، حوار وفكر، هل الكتاب المقدس كلام الله؟

- حوار مع الشيخ أحمد ديدات، أجراه الدكتور محمد دباس، الرياض، المملكة العربية السعودية، إنتاج قرطبة للإنتاج الفني، 16 سبتمبر 1994م.

- القرآن الكريم واليهود، المملكة العربية السعودية.

- ما هو الكتاب المقدس؟، الرياض، المملكة العربية السعودية.

- اظهار الحق، النادي الثقافي، مكة، المملكة العربية السعودية، نوفمبر 1994م.

- ردود المسلمين على شبهات النصارى حول الإسلام، معهد التدريب الصناعي، جدة، الممكلة العربية السعودية، 9 نوفمبر 1988م.

- الإسلام والديانات الأخرى، رابطة العالم الإسلامي، المملكة العربية السعودية.

- مخاطر التبشير، رابطة العالم الإسلامي، جدة، المملكة العربية السعودية.

- محمد الرسول الأعظم ﷺ، رابطة العالم الإسلامي، جدة، المملكة العربية السعودية.

- المسيح في الإسلام، المملكة العربية السعودية.

- موسى والمسيح ومحمد، الممكلة العربية السعودية.

- القرآن أم الكتاب المقدس، أيهما كلام الله؟، جدة، المملكة العربية السعودية.

- مهمة المرأة المسلمة في الدعوة إلى الله، المملكة العربية السعودية.

- مفهوم الإله في الإسلام، المملكة العربية السعودية.

- تنبيه المسلمين.

- مسؤليات الدعاة إلى الله، مركز أبو زايد، جدة، المملكة العربية السعودية.

- معجزة القرآن الكريم، مركز أبو زايد، جدة، المملكة العربية السعودية.

- الدورة الدعوية النسوية، اليوم الأول، مركز خوجة، جدة، المملكة العربية السعودية.

- الدورة الدعوية النسوية، اليوم الثاني، مركز خوجة، جدة، المملكة العربية السعودية.

- الدعوة والتحديات، الملكة العربية السعودية.

- لماذا لا نمارس الدعوة؟، جامعة أم القرى، الطائف، المملكة العربية السعودية.

محاضرات أحمد ديدات في دول أخرى
- نبي الإسلام والكتاب المقدس، جامعة جنيف، سويسرا.

- المسيح في الإسلام، قاعة الكبرى، دبي، الإمارات العربية المتحدة.

- ماذا يقول الكتاب المقدس عن محمد ﷺ؟، نادي السودان، دبي، الإمارات العربية المتحدة.

- محمد ﷺ الخليفة الطبيعي للمسيح، دبي، الإمارات العربية المتحدة.

- الخليفة الطبيعي الشيخ أحمد ديدات يحاضر في الجمعية النسوية، دبي، الإمارات العربية المتحدة.

- هل الكتاب المقدس كلام الله؟، دبي، الإمارات العربية المتحدة، 1985م.

- هل الكتاب المقدس كلام الله؟، دبي، الإمارات العربية المتحدة، 1986م.

- ماذا يقول الكتاب المقدس عن محمد ﷺ، أبو ظبي، الإمارات العربية المتحدة.

- المسيحية من منظور إسلامي، أبو ظبي، الإمارات العربية المتحدة.

- الإسلام والديانات الأخرى، أبو ظبي، الإمارات العربية المتحدة.

- الإسلام وأهل الكتاب، أبو ظبي، الإمارات العربية المتحدة.

- المسيحية، منزل صكوك الغفران، أبو ظبي، الإمارات العربية المتحدة.

- لقاء تلفزيون أبو ظبي مع الشيخ أحمد ديدات، أبو ظبي، الإمارات العربية المتحدة.

- الإسلام في أفريقيا، أبو ظبي، الإمارات العربية المتحدة.

- الإسلام اليوم، برنامج رمضان، تلفزيون الإمارات.

- دور المسجد في بلدان الغرب، دبي، الإمارات العربية المتحدة.

- حوار مع الشيخ ديدات، تلفزون الإمارات، دبي، الإمارات العربية المتحدة.

- هل صلب المسيح؟ غرفة التجارة، الشارقة، الإمارات العربية المتحدة.

- الفلسطينيون واليهود، قاعة إفريقيا، الشارقة، الإمارات العربية المتحدة.

- هل الكتاب المقدس كلام الله؟، قاعة إفريقيا، الشارقة، الإمارات العربية المتحدة.

- لقاء مع تلفزيون البحرين، البحرين.

- الإسلام والمسيحية، الجمعية الآسيوية في قطر.

- مقارنة الأديان، تلفزيون قطر.

- بنات الإسلام، باكستان.

- هل الكتاب المقدس كلام الله؟، فندق تاج محل، كراشي، باكستان.

- حوار أجراه الأستاذ قرشي، تلفزيون باكستان.

- المسيح في الإسلام، باكستان.

- منهج الدعوة إلى الله، باكستان.

- الدورة العلمية، باكستان، 17 مايو 1993م.

محاضرات أحمد ديدات في جنوب إفريقيا
- كيف وجد أمريكي ماركسي الإسلام، فيروليم، جنوب إفريقيا.

- لقاء مفتوح مع الشيخ أحمد ديدات.

- أحمد ديدات والمسيحي، ألفيون.

- صلب المسيح، خرافة أم حقيقة تاريخية؟

- العرب ووصولهم إلى الزولو في جنوب إفريقيا.

- هناك صديق في حياتك!

- محمد ﷺ الرسول الأعظم، محاضرة لدعوة طلبة معهد فونيكس للإسلام.

- أحمد ديدات: أسئلة وأجوبة، عدة أجزاء.

- القرآن الكريم، دربن، جنوب إفريقيا.

- آراء حول حرب الخليج، جنوب إفريقيا.

- محاضرة إلى الأفارقة والبعثة المصرية، درين، جنوب إفريقيا.

- مناظرة بين أحمد ديدات وداكورث، آية يونان، هل الكتاب المقدس كلام الله؟، 19 فبراير 1984م.

- العدل والمساواة، دربن، جنوب إفريقيا.

- حوار إلى البعثة الكينية في دربن، جنوب إفريقيا.

- حوار مع مارك بايبر، دربن، جنوب إفريقيا.

- أحمد ديدات وشهود يهوه، دربن، جنوب إفريقيا.

- اتحاد الطلبة الدولي في زيارة لمسجد ديدات، دربن، جنوب إفريقيا.

- اعلان عبد الواحد إسلامه في مكتب الشيخ أحمد ديدات.

- هل تتركون المسيحية؟، دربن، جنوب إفريقيا، 15 يوليو 1993م.

- أحمد ديدات وشهود يهوة، دربن، جنوب إفريقيا، 18 نوفمبر 1993م.

- حوار مع الصحفي المسيحي الشهير نيرود راميدو، دربن، جنوب إفريقيا.

- القرآن واليهود، محاضرة في نيوريورك، الولايات المتحدة.

- دورة جنوب إفريقيا، محاضرة في مسجد بنيروبي.

- آراء أحمد ديدات في سياسة جنوب إفريقيا، دربن.

- ماذا يقول القرآن حول سياسة جنوب إفريقيا وحكومتها؟!، دربن.

- حوار أحمد ديدات مع العالم المسيحي جوزيف إلفيس.

- سلسلة عتاد الجهاد (1)، دربن، 27 فبراير و6 مارس 1993م.

- خطبة جمعة في جامعة ناتال 19 مارس 1993م.

- زيارة لويس فاراقان إلى مركز أحمد ديدات ولقاء نيلسون مانديلا.

- الإسلام والديانات الأخرى، جامعة روديس، غراهامس تاون، 05/08/1993م.

- الإسلام هو الجواب والحل لمشاكل العالم الحديث، مركز ويتبوم سيفيك، كيب تاون، 27 أكتوبر 1993م.

- الرد على البابا، قاعة عبد العزيز، دربن، 27 مارس 1993م.

محاضرات أحمد ديدات في الولايات المتحدة الأمريكية
- اختصار ومذاكرة للمناظرة الكبرى، جامعة باتون روج الأهلية، لويسيانا، الولايات المتحدة الأمريكية.

- لماذا مناظرة أهل الكتاب؟، الولايات المتحدة الأمريكية.

- الخير والشر والشيطان، ماديسون سكوار غاردن، نيويورك، الولايات المتحدة الأمريكية.

- كيف خدع سلمان رشدي المثقفين الأمريكيين؟، نيويورك. الولايات المتحدة الأمريكية.

- كيف خدع سلمان رشدي المثقفين الغرب؟، لوس أنجلس، كاليفورنيا.

- أسئلة وأجوبة حول الدعوة ودور المرأة في الدعوة إلى الإسلام، برنامج إسلامي في التلفزيون الأمريكي، أي.أي.أس.

- محاضرة في مسجد الأمم المتحدة.

- هل المسيح هو الله؟، جامعة ولاية ميسوري، 8 نوفمبر 1986م.

- المسيح في الإسلام، مركز نرفانا سيفيك، توليسوانيا، بيترسبورغ، تنظيم المركز الإعلامي الإسلامي، 25 أغسطس 1993م.

- العرب وإسرائيل، فندق وسترن، شيكاغو، 19 ديسمبر 1993م.

- محمد ﷺ الرسول الأعظم، مركز ألكوي، نيويورك، 20 ديسمبر 1993م.

- مفهوم الإله في المسيحية اليهودية والإسلام، مسجد شيكاغو.

- هل الكتاب المقدس كلام الله؟، شيكاغو، 13 نوفمبر 1986م.

- الإسلام هو الجواب!، مسجد خليفة، بروكلين، نيويورك، 16 ديسمبر 1993م.

## مرضه ووفاته

### المرض والحالة الصحية
في عام 1996م الموافق للعام 1417هـ وعقب عودة ديدات من أستراليا بعد رحلة دعوية طويلة وناجحة، ناظر خلالها أكابرَ الباباوات هناك، أصيب ديدات بجلطة تحت عنقه شلته تمامًا، أقعدته طريح الفراش طيلة تسع سنوات، وقيل أنه كان قد أصيب بجلطة في الشريان القاعدي في شهر أبريل عام 1996م بسبب عدة عوامل على رأسها مرض السكري منذ فترة طويلة، وقد أصيب بجلطة في الدماغ، كان في فترة مرضه يتلقى عناية من الدول العربية ورؤسائها، حيث نُقل إلى مستشفى الملك فيصل التخصصي بالرياض للعلاج بطريقة أفضل وليعتني به متخصصون، وأمضى آخر تسع سنوات من حياته على السرير في منزله في جنوب إفريقيا، حيث قامت زوجته حواء ديدات بالاعتناء به، وقيل أن المرض الذي أقعده هو الشلل الدماغي منذ عام 1996م بعد عودته من أستراليا. وقيل أنه أصيب بمرض عضال.
وعن بداية إصابة ديدات بالمرض يقول صهره عصام مدير: «إنه كان قد أصيب بجلطة في الشريان القاعدي في شهر ابريل عام 1996م، بسبب عدة عوامل على رأسها أنه مريض بالسكر منذ فترة طويلة، أجهد خلالها نفسه في الدعوة كعادته، ولكن في ذلك الشهر تحديداً أخذ رحلة مكوكية للدعوة، واجتهد فيها خصوصاً في رحلته الأولى والقوية جداً لأستراليا التي تحدث عنها الإعلام الأسترالي، لأنه ذهب لعرض الإسلام عليهم وتحدى عدداً من المنصرين الأستراليين الذين أساءوا للأسلام، وكان ديدنه أن لا يناظر ولا يبادر المنصرين إلا الذين يتعدون على الإسلام، فيستدعيهم الشيخ للمناظرات ويرد عليهم بالحجة والبرهان. ولذلك ذهب إلى أستراليا وطاف بها محاضراً ومناظراً، وعندما عاد حدث له ما جرى وأصيب بجلطة في الدماغ.»
ودخل في حالة نادرة تعرف عند الأطباء بحالة الحجز الداخلي، بمعنى أن من يصاب بها يعي كل ما يدور حوله، ولا يفقد أية حاسة من حواسه، لكنه لا يستطيع التفاعل مع محيطه بالكلام أو الحركة، فكأنه يحجز ذلك داخل جسمه. فأصبح لا يستطيع تحريك كامل جسمه، بداية من الرقبة إلا أنه كان يستطيع أن يحرك رأسه، ولم يفقد ذاكرته أو وعيه بل ازدادا حدة، أضاف عصام مدير أنه في أول أسبوع من مرضه قام الأمير سلطان بن عبد العزيز بإرسال طائرة خاصة أتت به، ليعالج على نفقة الدولة في مستشفى الملك فيصل التخصصي بالرياض، ولأنه لم يكن يستطيع أن يبلع الطعام، أجرى له الأطباء عملية جراحية، لتوصيل أنبوب تغذية بالسائل للمعدة، كما وفروا له نظام للتخاطب بحيث يرى ويسمع الأحرف الإنجليزية مصفوفة في خمسة صفوف، ومرقمة بطريقة سهلة، يكون من خلالها ديدات بمساعدة شخص آخر الكلمة فالجملة، وبهذه الطريقة كان يمازح زواره ويجيب على استفسارات الأطباء والممرضين من غير المسلمين، وارتفعت معنوياته لأنه أصبح يستطيع أن يعبر عن نفسه، وبعد عشرة أشهر استقرت حالته، لكن الأطباء رأوا أنه لا يمكن أن يطرأ عليه بعد ذلك أي تحسن، نظراً لأن ديدات كان قد اقترب من عمر الثمانين، فقرر العودة إلى منزله في جنوب أفريقيا، لإدارة شئون الدعوة ومكتبه الذي أنشأه هناك.

### الدعوة رغم المرض
ظل أحمد ديدات بعد معاناة طويلة مع المرض اقعده الفراش طوال 9 سنوات متواصلة ظل خلالها قادراً على التواصل مع الآخرين والحديث معهم بواسطة حركات جفونه، رغم عدم قدرته على تحريك جسمه كاملاً فيما عدا رأسه، تحدث صهره عصام مدير عن أسرار سنوات المرض، وكيف تغلب عليه ديدات، واستطاع كرجل اتصال من الطراز الأول أن يستمر في تواصله مع العالم وأن يتابع بدقة ما يجري فيه، تعلم ديدات أن يتواصل مع من حوله من خلال سلسلة من حركات العين بتخطيط محدد ويتم تشكيل الجمل والكلمات من خلال التعرف على الحروف المرادة من هذا المخطط، وأمضى آخر تسع سنوات من حياته على السرير في منزله في جنوب إفريقيا حيث قامت زوجته حواء ديدات بالاعتناء به. أقعد المرض ديدات عن الحركة والكلام طوال 9 سنوات إثر تعرضه لجلطة مفاجأة إلا أنه لم يفقد وعيه ولا ذاكرته خلال فترة مرضه الطويلة بل واصل أنشطته للرد على الشبهات حول الإسلام وتوضيح حقائقه وتوجيه الدعاة وخاصة إثر المستجدات بعد الحادي عشر من سبتمبر إلى البعد عن الانفعال وردود الفعل مشدداً على أهمية الانتقال منها إلى الفعل الإيجابي بشرح الإسلام الصحيح والدعوة إليه وعدم السماح لأعداء الإسلام باستغلال الفرصة، فكان يتواصل مع من حوله من خلال حركات العين ويتم تشكيل الجمل والكلمات من خلال التعرف علي الحروف وأمضى آخر تسع سنوات من حياته علي السرير.
كان يقيم في منزله في منطقة فرولام القريبة من المدينة، وقد اشتهر هذا المنزل حيث يقع وسط المساحات الخضراء، بأنه مفتوح طوال الوقت للزائرين المسلمين وغير المسلمين، لا تحيط به الأسلاك ووسائل التأمين، التي كانت تتبعها بقية المنازل في جنوب أفريقيا بسبب انتشار معدلات الجريمة، طوال سنوات المرض التسع كان ديدات في غرفته راقداً على سريره بلا حراك، مستنداً برأسه على وسادة تهيئ له استقبال زائريه، يتكلم بعينيه ويتواصل بهما مع هؤلاء الزائرين بل ويتحاور من خلالهما مع وسائل الإعلام، وهي طريقة توصل إليها الأطباء السعوديون خلال علاجه في المملكة العربية السعودية في الشهور الأولى من مرضه، ساعدهم عليها براعته الفائقة في فنون الاتصال.
ورغم إصابة ديدات بشلل تام في كل جسده - عدى دماغه - ولزومه الفراش منذ عام 1996 فإنه واصل دعوته من خلال الرسائل والتي تتدفق عليه يومياً من جميع أنحاء العالم ويصل في المتوسط إلى 500 رسالة يومية سواء بالهاتف أو الفاكس أو عبر الإنترنت والبريد، 500 رسالة يوميا تصل لمكتبه في ديربان، يطلب معظمها نسخاً من مناظراته وكتبه كما أن زائري مسجده الكبير في ديربان من الأجانب يصل تعدادهم إلى أربعمائة سائح أجنبي يومياً، يتم استقبالهم وضيافتهم من قبل تلامذة ديدات، كما يتم إهداؤهم كتبه ومحاضراته ومناظراته التي جاءوا يطلبونها، وبما هو معلوم أنّ ديدات مشلول الجسم كلّه لا يتحرك فيه سوى عينيه، وابنه عنده لا يفارقه، فإذا جاءت الرسالة قرأها على أبيه، فيقوم بالرد عليها، بحيث علّقت لوحة عند رأسه فيها حروف الهجاء، فيشير بعينيه والابن يشير بإصبعه إلى اللوحة، فالحرف الذي يريد الشيخ يشير له أن اكتبه فيكتبه، والحرف الذي لا يقصده يشير له أن تجاوزه فيتجاوزه إلى ما بعده، وهذا دأبه مع كلّ رسالة يجيب عنها حرفاً حرفاً لا يملّ ولا يكلّ من كثرة الرسائل تصل إلى 500 رسالة في اليوم.

كتبت داليا يوسف:
1-  A B C D E F

2-  G H I J K L

3-  M N O P Q R

4-  S T U V W Y

5-  X Z
يستطيع الشيخ ديدات أن يتواصل عبر لغة خاصة، وصفها الأطباء بأنها تشبه لغة النظام الحاسوبي computer system، فهو يحرك جفونه سريعًا وفقًا لجدول أبجدي يختار منه الحروف، ويكون بها الكلمات، ومن ثَم يكون الجمل.
قال صهر ديدات عصام مدير:« ظل 9 سنوات طريح الفراش على هذه الحالة، التي كانت عجيبة ومستقرة، ولم تتعرض لانتكاسة إلا في الشهر الماضي، وفي أواخر شهر يونيه وبداية يوليه حصل له شبه فشل كلوي، وكانت تعاوده بين الحين والآخر الحمى الشديدة، وأحس الشيخ بقرب أجله وأخبرنا بهذا، كما أن الشيخ ديدات كان يطلب من أهل بيته وولده أن يقرأوا له الصحف بشكل يومي.»

### الوفاة
يوم الإثنين 8 أغسطس 2005م الموافق للثالث من رجب 1426هـ، توفي الداعية أحمد ديدات عن عمر يناهز السابعة والثمانين عامًا بمنزله، وهو يستمع إلى القرآن الذي كان يحبه حباً جماً، في منطقة فيرولام بإقليم كوازولو ناتال بجنوب إفريقيا، بعد صراع طويل مع المرض، وصُلِّيَ عليه بعد صلاة المغرب، في أحد مساجد مدينة فيرلم التي تقع على بعد 30 كم شمالي ديربان التي توفي في أحد مستشفياتها. ثم توفيت زوجته حواء ديدات بعده بعام يوم الإثنين 28 أغسطس عام 2006م عن عمر ناهز 85 سنة، وبهذا تنتهي رحلة أحمد ديدات الذي كان ولايزال من أبرز الشخصيات في الهند. كونه يُعد من أعظم الشيوخ الذين حفظ التاريخ علمهم، وظل يتعلم الكثير حتى بعد أن رحل إلى خالقه، والذي كان يعاني من عدة أمراض، كالسكري وغيره جعلته يصاب بجلطة في رأسه أدت به إلى الوفاة، كما وصف ديدات بأنه ذلك الداعية المرموق. ووضح عصام مدير أن ديدات طلبه قبل أسبوعين من وفاته، فذهب إليه وأخبره بدنو أجله، وأبلغه بوصاياه الأخيرة، وأهمها أن يتقي المسلمون ربهم، ويدافعون عن رسول الله ﷺ جاءت وفاة ديدات عقب تدهور في حالته الصحية وبشكل مفاجئ منذ نحو شهر ونصف، حيث طلب من صهره في رسالة المساعدة في العودة إلى جنوب أفريقيا، إحساساً منه بمغادرة الحياة، قبل وصوله في شهر أغسطس (آب) قال نجله يوسف ديدات: «توفي والدي بالسكتة القلبية، لم نشعر كأسرة ديدات بالصدمة لأننا كمسلمين نؤمن أن كل نفس ذائقة الموت.» موضحاً أن آخر لحظات في حياة والده كانت هادئة، وتزامنت مع بداية تلاوة سورة يس على إحدى محطات الإذاعة الإٍسلامية، حيث قدمت الإذاعة للسورة وشرعت في التلاوة، وبدأت بعدها سكرات الموت، وقد تقرر تشييع جثمان ديدات عقب صلاة المغرب يوم الإثنين، ويتوقع أن يشارك في الجنازة المئات من الأشخاص من مختلف أنحاء البلاد. وقال يوسف نجل ديدات إن السيدة حواء ديدات التي عكفت الأعوام التسعة الأخيرة على رعاية زوجها، كانت بجانبه وقت وفاته وإنها بخير مؤكداً «أنها زوجة مجاهد.» وأشار يوسف إلى أن أسرته تلقت مكالمات هاتفية من أشخاص من مختلف أنحاء العالم، منها الهند والمملكة المتحدة والمملكة العربية السعودية والإمارات العربية المتحدة، أعربوا خلالها عن تعازيهم في وفاة الشيخ، وقد أعرب العديد من رجال الدين والشخصيات السياسة عن حزنهم لدى سماعهم بخبر وفاة الداعية البارز، فقد لفت أحمد جمال رئيس مؤسسة الأنصار في دربان، الذي أعد رسالة علمية حول أفكار ديدات أن العالمين الإسلامي والمسيحي في حاجة لمواصلة المناظرات الدينية والحوار، وتابع، لا أعتقد أن مسلماً كتب للبابا يدعوه إلى الإسلام، ولكن الشيخ ديدات فعلها، إنها المسؤولية الواقعة على عاتقنا في نشر رسالته.

### نعيه
نعاه الشيخ صالح الوهيبي، الأمين العام للندوة العالمية للشباب الإسلامي قائلاً: «كان ديدات صاحب منهج ومدرسة خاصة، ويمثل مرحلة في الحوار الإسلامي المسيحي.»
وفي أول تعليقٍ من جماعة الإخوان المسلمين على نبأ وفاة أحمد ديدات، أكد الدكتور محمد السيد حبيب، النائب الأول للمرشد العام للإخوان المسلمين: «أنَّ الجماعةَ تحتسب عند الله هذه الشخصية العظيمة، صاحبة التاريخ الحافل بالعطاء والدعوة إلى الله بالحكمة والموعظة الحسنة.» وأشاد حبيب بالجهود التي قدَّمها ديدات للدعوة الإسلامية؛ حيث قضى عمره المديد في الدعوة والجهاد مؤكداً أنَّ ديدات كان سببًا في هداية الكثير من الناس إلى الإسلام.

## انتقادات

### تأليب ضد النصارى
وصفت بوابة الحركات الإسلامية ديدات بأنه وكتبه من أهم روافد إشعال الفتنة بين المسلمين والمسيحيين في البلاد العربية وغيرها بتخصصه في الهجوم على الكنيسة طيلة الوقت، كما كتب محمد الكنعان:

### شك التأثر بالبهائية
كتب موقع بوابة الحركات الإسلامية التالي: قال أحمد ديدات عن نفسه أنه ليس بعالم في ما يختص بالمواضيع العلمانية، أما عن معرفته في المواضيع الإسلامية فيعود الفضل في ذلك وباعترافه الشخصي للأفراد الذين ألهموه ومنهم البهائي يوسف بيردو وهو الذي جاء لجنوب أفريقيا في عام 1950 لنشر البهائية في ذلك البلد، والذي قد تم كشفه على حقيقته في تلك الفترة إلى أن غادر جنوب إفريقيا، ونقتبس ما قاله أحمد ديدات عن تأثره بالبهائي يوسف بيردو من المقال الذي نشره في عاموده الخاص في مجلة آراء هندية في عددها الصادر في السادس من نوفمبر عام 1957 فيقول:«لقد تعلمت عن الإسلام من خلال السيد يوسف بيردو أكثر مما تعلمته عنه خلال سني حياتي الـ38 السابقة.»
والحقيقة أنه إذا اكتسب شخص ما معرفته الدينية من مصدر مشبوه فإن الخطر الكبير أن يقع هذا الشخص تحت تأثير الأفكار التي قد تؤثر، لاحقًا على عقيدته وإيمانه وإيمان الآخرين، وبالأخص إذا كان هذا الشخص منخرط في العمل الإسلامي الدعوي، وفي ذلك الحين ظهر ديدات وكأنه في حلف حيث سافر مع الدكتور «مول» من دائرة الدراسات العربية والذي استمر في تنظيم محاضرات يوسف بيردو بين المسلمين في دربان (في جنوب إفريقيا) رغم تصريحاته للمحامي «باوا» أمام كل من الدكتور «مول» والبروفيسور «وهج الرسول» والتي قال فيها:«لا يوجد في القرآن ما يؤكد أن النبي محمد هو آخر نبي» وقد بقي الدكتور مول صامتًا طوال فترة تصريحات بيردو، وفي محاولة السيد بيردو زرع بذور البهائية بين المسلمين المثقفين أولاً قال للمحامي: «باوا» بأن «الإسلام قد انتهى» و«أن الإسلام قد جاء فقط لمدة ألف سنة» ونتيجة لهذه الأقوال قام المحامي باوا بإصدار كتيب هاجم فيه يوسف بيردو؛ «من أجل منفعة القراء».

 
أما المعلم الثاني لأحمد ديدات هو رشاد خليفة خادم الإسلام العظيم بحسب تعبير أحمد ديدات يعلن عن: كشف النقاب عن آيتين مزيفتين في القرآن. رشاد خليفة، مخترع نظرية الرقم 19 في القرآن باستخدام علم الأرقام؛ تزعم هذه النظرية وجود نمط حسابي مبني على الرقم 19 في كل آيات القرآن، وقد قام بإخفاء نفاقه وخططه بذكاء عن طريق وضع قناع المسلم الصادق. وبعد نجاحه في خداع المجتمع الإسلامي بتصديق نظريته المعاصرة للرقم 19 ابتدأ الآن تدريجيًّا في كشف القناع عن هويته الحقيقية. فقد ظهر للعيان أول لمحة من نفاق رشاد خليفة عندما أعلن في نشرته أفكار المسلم إصدار مارس 1985:
أما نشرة منظور المسلم الصادرة في أبريل 1985 فقد نشرت مقال جريء تحت عنوان دليل إضافي يؤكد زيف آخر آيتين في السورة التاسعة سورة التوبة.
لقد وصل انجذاب وانشغال أحمد ديدات بنظرية الرقم 19 إلى مرحلة الهوس بها، ورغم كل الردود والنقد المنطقي لهذه النظرية من قبل كتاب وعلماء مرموقين في العالم الإسلامي، إلا أن أحمد ديدات بقي البطل الثابت الجأش والداعم الغيور لنظرية معلمه ومرشده و«خادم الإسلام العظيم» بحسب تعبيره، رشاد خليفة.
كتب أحمد ديدات كتيبًا في العام 1979 أسماه «القرآن، معجزة المعجزات» وفيه قام بترديد ونقل أفكار رشاد خليفة. لقد أصبح أحمد ديدات في الواقع وبصورة فاعلة «صوت معلمه» فقد قال في كتيبه:
«لقد قمت بكل حرية واقتناع باقتباس الاكتشافات العلمية التي توصل إليها خادم الإسلام العظيم د. رشاد خليفة، وبطريقتي المتواضعة جدا... إذ قمت باستخدام معلوماته وبأماكن معينة في كتيبي قمت باقتباس جمله البليغة حرفيا؛ لأني لم أجد طريقة أقدر على التعبير».
هذا الكتيب لأحمد ديدات يوزع مجانًا من مكتب الإدارة العامة لمركز أحمد ديدات في دربان بجنوب إفريقيا. في عام 1985 نشر طبعته الأولى (20000 ألف نسخة) للتوزيع المجاني في المملكة المتحدة. لقد أصبح أحمد ديدات شريك في جريمة رشاد خليفة من خلال مساعدته في نشر هدفه المعلن بمهاجمة نزاهة القرآن الكريم. 
والآن فإن المعلم الثاني لأحمد ديدات يقول في إصداره الأخير لنشرة منظور المسلم بأن آخر آيتين في سورة التوبة من القرآن هما مزيفتان، ويجب أن لا تشكلا جزء منه.
وعليه فان المسلمين في كل أنحاء العالم ينظرون إلى رشاد خليفة على أنه مرتد، آخرون يقولون بأنه منافق، وهناك البعض الذين يقولون إنه ليس مسلما وإنه خارج ملة الإسلام. 
وقد قال الشيخ م. س. دين أمام مسجد السلام في اثلون، كاب تاون، جنوب افريقيا عن رشاد خليفة وهو المعلم الثاني لأحمد ديدات: «كتاب رشاد خليفة، القرآن، النص النهائي (النسخة الإنجليزية المصرح بها) هي عار على الترجمة والتفسير القرآني، ويجب أن تحظر من قبل السلطات الإسلامية والمؤسسات والمنظمات وحتى الأفراد في كل أنحاء العالم».
ذكر أحمد ديدات في كتابه القرآن معجزة المعجزات أن القرآن من مضاعفات العدد (19) وضرب لذلك أمثلة منها:
- ورود كلمة اسم في القرآن 19 مرة.
- ورود كلمة الله في القرآن 2698 ( 19 × 142 )
- ورود كلمة الرحيم في القرآن 114 مرة ( 19 × 6 )
- ورود حرف (ن) في سورة القلم 133 ( 19 × 7 )

ثم استدل ديدات أيضاً بالدراسة التي أجراها الدكتور رشاد خليفة في كتابه القرآن تقديم مرئي لمعجزة بعض الأمثلة التي استدل ديدات بها منه:
- أول وحي قرآني 19 كلمة، وهذه الكلمات تتألف من 76 حرفاً ( 19 × 4 )
- السورة الأولى من القرآن : 19 آية، وفيها 285 حرفاً أي ( 19 × 15 )[33]

كتب الباحث في علم الإعجاز العددي في القرآن المتفرع من علم الإعجاز العلمي في القرآن عبد الدائم كحيل:
ورقم 19 وإن كان يستخدمة البهائية فلا دخل لنا فيكفينا أن هذا الرقم ذكر في القرآن يقول تبارك وتعالى: (عَلَيْهَا تِسْعَةَ عَشَرَ) [المدثر: 30] بل نري لأحدهم غير معروف محمود بن رضا صالح المراد في كتابه ثوابت الدعوة من الكتاب والسنة ونقد كتاب الإختيار لأحمد ديدات في ( ص 1 ) قال محمود المراد: وعليه فإن الداعية الذي ينطلق من منطلقات مختلفة أو تجاوز ثوابت الدعوة فإنه يهوي بتجاوزه هذا في ظلمات الابتداع، فكما تكون البدعة في أصل العمل تكون كذلك في المنهج والوسيلة. فإن اعتمد الداعية على التنـزيل أحسن وأصاب. وإن اعتمد على نفسه، وكل إليها فضل وخاب.ا.هـ
لقد حوى هذا الكتاب عدداً من ثوابت الدعوة ونقداً لكتيبات أربعة لـ أحمد ديدات بلغة إنجليزية تدور حول إثبات نبوة محمد ﷺ من الإنجيل، جمعها في مجلد سماه الإختيار ونظراً لما في هذه الكتيبات من تجاوزات وأخطاء في العقيدة لا يحل السكوت عنها، ونظراً لأن قراء هذه الكتيبات هم من الأعاجم الذين لا يتكلمون العربية، فقد رأيت أن من واجبي أن أبين مواطن الخلل في هذه الكتيبات لعل بياني هذا يكون معذرة إلى ربي، ولعل الذين يروجون هذه الكتيبات من أهل الخير بقصد حسن، ودور النشر وباعة الكتب يعيدون النظر في ترويجهم لها.
فأصدر ديدات مكتوب لبراءته من هذه الإشاعة وهذا هو نص الشهادة بعد ترجمتها: 
مركز الدعوة الإسلامي العالمي
اشهار أنا / أحمد حسين ديدات، رئيس مجلس الدعوة الإسلامية، أشهد هنا أمام الله، وأنا في كامل الأهلية التامة للشهادة
أن لا إله إلا الله محمد رسول الله
أنني أومن أن محمداً ﷺ هو النبي والرسول الخاتم وأنه لا نبي و لا رسول بعده.
أنني أومن أن ميرزا غلام أحمد القادياني ما هو إلا دجال كافر.
أنني أومن أن أولئك الذين يقبلونه كنبي أو رسول أو مجدد أو حتى أنه رجل عظيم، انهم كافرون وخارجون عن حظيرة الإسلام.
إن كتابي crucifixion or crucifiction يحوى كلمة أخيرة - الخاتمة - توضح موقفي فيما أعتقده من عودة المسيح مرة ثانية.
إن مركز الدعوة الإسلامية لم ينشر مطلقًا ولم يوزع ولم يبع أو يشجع على بيع ترجمة محمد أسد لمعاني القرآن الكريم.
أسأل الله أن يحمينا من مروجي الإشاعات المتاجرين ومن يعضون من الخلف ومروجي الفساد.

### اتهام باتباع القاديانية
طُرحت شكوك حول ديدات بأنه من أتباع الدين القادياني وسأل أحدهم هذا السؤال على موقع إسلام سؤال وجواب الذي يُشرف عليه محمد صالح المنجد وأجاب الموقع على هذا السؤال كما يلي:
أما أن أحمد ديدات كان يقول بقول القاديانية فهذا أبعد ما يكون عن الحق، وهو محض افتراء على الشيخ، وذلك من وجوه كثيرة:
1. مناظرات الشيخ وكتبه ومقالاته أكثر من أن تحصى وليس فيها دعوة للدين القادياني ولا ثناء على زعيمه ولا أتباعه، ولو كان على طريقتهم لم تخلُ كتبه من ذلك.

2. والقاديانية ألغت الجهاد من دينها، فمن دعا إلى مثل ما دعا إليه القاديانيون فهو منهم، وحاشا أحمد ديدات أن يكون واحداً منهم، بل كان ينادي بالجهاد ويرى أن السيف والقرآن هما سبيل عزة هذه الأمة. قال أحمد ديدات:
3. لا ترى القاديانية الصلاة والصوم والحج على ما جاءت به شريعة محمد، بل لها عندهم معانٍ أُخر، كما أنهم يرون أن كل من ليس قاديانياً فهو كافر، ولا يبيحون للقادياني أن يتزوج من غيرهم، كما أنهم يبيحون الخمر والمسكرات، فهل كان أحمد ديدات على مثل ما كان عليه أولئك القاديانيون؟ اللهم لا.
أ. فالشيخ له كتاب نافع بعنوان مفهوم العبادة في الإسلام طبعة المختار الإسلامي وقد ذكر فيه ما يتعلق بعبادات المسلم من صلاة وزكاة وصيام وحج بآيات وأحاديث تدل على سعة علمه وعلى حسن اعتقاده.
ب. وقد كان الشيخ متزوجاً من امرأة مسلمة فاضلة، تخدم الإسلام وتعينه على الدعوة إلى الله وهي الأخت حواء ولو صحَّ ما نسب للشيخ من كونه قاديانياً لكان متزوجاً من كافرة، وهو لا يجوز عندهم، بل يراه بعضهم كفراً.
ج. وأما بالنسبة لحرمة الخمر والمخدرات فالشيخ له كتاب نافع قوي وهو بعنوان الخمر بين المسيحية والإسلام وقد نصر فيه الإسلام وأحكامه بنقله لتحريم الخمر والمسكرات من الكتاب والسنَّة. ومما جاء في الكتاب:{{اقتباس| الإسلام هو الدين الوحيد على وجه الأرض الذي يحرم المسكرات بالكامل، وقد قال النبي محمد ﷺ ما أسكر كثيره فقليله حرام فلا يوجد عذر في دار الإسلام لمن يرشف رشفة، أو يتناول جرعة من أي شراب مسكر، إن القرآن - كتاب الحق - حرم بأشد العبارات ليس فقط الخمر وما تجلبه من شرور بل إنه حرم الميسر القمار والأنصاب - التي كانوا يذبحون عندها - والأزلام - التي كانوا يقتسمون بها - أي أنه حرم الخمر وعبادة الأوثان والأصنام والعرافة - أو معرفة البخت - وقراءة الطالع في آية واحدة قال تعالى يا أيها الذين أمنوا إنما الخمر والميسر والأنصاب والأزلام رجس من عمل الشيطان فاجتنبوه لعلكم تفلحون المائدة/90 إن هذا التوجيه الصريح البسيط قد جعل من الأمة الإسلامية أكبر تجمع من الممتنعين امتناعاً تامّاً عن المسكرات في العالم.
4. ويعتقد القاديانيون بموت المسيح عليه السلام بعد أن صُلب بمدة، وهم يعتقدون أن الميرزا غلام أحمد هو المسيح وهو المهدي فهل كان الشيخ أحمد ديدات على هذه العقيدة ؟ اللهم لا.

وهذا سؤال وجِّه للشيخ من رجل قادياني حول ختم الرسالة بمحمد ﷺ وعقيدة القاديانية، ولنقرأ ماذا قال ديدات:
5. ومما يؤكد ما قلناه من نفي اتهام الشيخ أحمد ديدات بالقاديانية كتابته لشهادة يثبت فيها إسلامه، ويكفِّر فيها الميرزا غلام أحمد القادياني، بل ويكفِّر أتباعه، وينفي فيه توزيعه أو توزيع مركزه لبعض تفاسيرهم.
فقد راجت إشاعات في بلده - جنوب إفريقيا - بأنه قادياني، وأنه كان يوزع تفسير القرآن للمدعو محمد أسد مما اضطر الشيخ أحمد ديدات أن يصدر توضيحاً حول هذا الأمر بتاريخ 23 / 7 / 1987 أكد فيه تكفيره لميرزا غلام أحمد القادياني، كما أعلن تكفيره لكل أتباعه. وما سبق يؤكد أن اتهام أحمد ديدات بالقاديانية لم يأتِ إلا من كافر أراد تشويه دين الشيخ وصد الناس عنه بعد أن نجح بإدخال الآلاف في الإسلام، أو من حاسد ساءه ما رأى من تعظيم الناس – خاصتهم وعامتهم – للشيخ، أو من جاهل قرأ أو سمع شيئا من كلام الشيخ وأساء الفهم وغلَّب سوء الظن على حسنه.
والخلاصة: أنه لا يستغرب اتهام أحمد ديدات من الكفار بأنه قادياني، وهو الذي يرى كفرهم كلهم، لكن المستغرب أن يأتي حاسد أو جاهل فيأخذ بعض كلام الشيخ ويحمله على أسوء المحامل، وفي أحسن صور ذلك الكلام أنه يكون من المتشابه، وقد نقلنا كثيراً من كلامه المحكم فيما يتعلق بدينه وموقفه من القاديانية واعتقاده في صلب المسيح عليه السلام، فكل من يأتي بكلام خلاف هذا فليتق الله تعالى، وليعلم أنه متشابه، فليحمله على المحكم أو لينتبه فقد يكون الشيخ قاله على سبيل التنزل مع الخصم أو كان يريد محاججة القوم بما عندهم من اعتقاد ليلزمهم به. انتهت إجابة موقع إسلام سؤال وجواب.

نص ترجمة براءة أحمد ديدات من القاديانية وتكفير زعيمها وأتباعه:
إشهار
أنا أحمد حسين ديدات، رئيس مجلس الدعوة الإسلامية، أشهد هنا أمام الله، وأنا في كامل الأهلية التامة لشهادة أن لا إله إلا الله محمد رسول الله.
إنني أومن أن محمَّداً صلى الله عليه وسلم هو النبي والرسول الخاتم، وأنه لا نبي ولا رسول بعده.
إنني أومن أن ميرزا غلام أحمد القادياني ما هو إلا دجال كافر.
إنني أومن أن أولئك الذين يقبلونه كنبي أو رسول أو مجدد أو حتى إنه رجل عظيم: أنهم كافرون وخارجون عن حظيرة الإسلام.
إن كتابي crucifixion or crucifiction يحوي كلمة أخيرة (الخاتمة) توضح موقفي فيما أعتقده من عودة المسيح مرة ثانية.
إن مركز الدعوة الإسلامية لم ينشر - مطلقًا - ولم يوزع ولم يبع أو يشجع على بيع ترجمة محمد أسد لمعاني القرآن الكريم.
أسأل الله أن يحمينا من مروجي الإشاعات المتاجرين، ومن يعضون من الخلف ومروجي الفساد.

## الإرث الثقافي
أحمد ديدات المتخصص في مقارنة الأديان وهو الداعية الذي نال شهرة عريضة في منتصف الثمانينيات الميلادية خاصةً بعد مناظرته الشهيرة مع القس الأميركي جيمس سواجارات، يعتبره البعض داعية فريد من نوعه، أحكم نشاطاته الدعوية، وتنوع فيها بما يلائم عقلية القرن الحادي والعشرين.
من أبرز مناظراته التي عرفه بها العالم العربي، تلك التي واجه فيه أكبر منصر أمريكي عالمي وهو القس جيمي سواجارات الذي كان قد أساء للنبي محمد ولكنه في نهاية المناظرة والمجادلة بالتي هي أحسن من ديدات أعلن سواجارات اعتذاره عن تلك الإساءات وتراجعه عنها، وذكر موقع الشيخ أحمد ديدات على الإنترنت أن الشيخ ديدات الذي لم يكمل دراسته الرسمية، علَّم نفسه وتزود بخبرة واسعة وساعده على ذلك ولعه بالقراءة والمجادلة والمناقشة، وحسه العميق وإلزامه لنفسه بأهداف محددة، ووصفه الموقع بأنه كان شديد التركيز، ولم يكن يترك أي عمل قبل أن ينجزه، وكان واسع الإدراك وصريحًا ومتحمسًا وجريئًا في تحديه لمن يناظرهم، خاصة من ساؤوه في حماسته الدعوية وجراءته، وأضاف الموقع لم يؤثر عدم استكماله دراسته الرسمية على شجاعته الإبداعية وتماسكه وطموحه ونشاطه وجرأته المتناهية في السباحة ضد التيار، واشتهر الداعية الراحل في الولايات المتحدة بمناظرته مع القس جيمي سواجارت التي حضرها 8000 شخص حول موضوع هل الكتاب المقدس كلام الله؟.
يقول فراج إسماعيل:«لكن لا يعني بالضرورة أن المنهج الذي اختطه لهذه المدرسة أنها صالحة لكل وقت، اعتقد أن البدائل الموجودة في الساحة قد تكون أنسب حيث يكون المجال حر وتوجد أجواء من الديمقراطية، لكن بعض الفئات التبشيرية تحتاج إلى هذا الأسلوب، المواجهة والفضح، الذي اتبعه ديدات.» مضيفا «ديدات قدم الشئ الكثير للتعريف بالعمل الإسلامي في جنوب أفريقيا وأذكر أنه حينما بدأ يأتي في السعودية، لم يكن الناس يعرفون إلا القليل القليل عن الوضع في جنوب أفريقيا، لكنه أستطاع أن يقيم علاقات وأن يصبح شخصية مرموقة جداً في العالم الإسلامي ومن ثم عرف بوضع الأقلية المسلمة في تلك البلاد».
سافر لأول مرة بالطائرة ليلقي خطبة مثيرة للأنتباه في قاعة مدينة جوهانسبرج، غير أنها لم تكن خطبة فحسب، بل زرعت في نفسه ثقة كبيرة، وجعلته يفكر أكثر في مجال الدعوة، وتوسعة نطاقها، وفي كيفية التعامل معها وابتكار طرق جديدة، وفكر أحمد ديدات في أنه إذا كان قد حاضر في قاعة مدينة جوهانسبرج، فإن قاعة مدينة دربان أحرى أن يُلقي المحاضرات فيها، فبدأ بقاعة مدينة دربان عام 1958 وجعل المسجد الجامع الكبير هناك مقرًا لنشاطاته الدعوية، وبسبب نشاطه القوي هناك بدأ الناس يعتنقون الإسلام، وناظر ثلاثة أساقفة في باكستان وتحداهم.
يرى البعض أن أحمد ديدات أرى المسلمين منحى جديدًا للدعوة، حيث أوقف حياته على الإسلام والقرآن، وقر في قلبه أنه لا يتوجب عليه الإيمان بهما فقط، بل إعطاؤهما حقهما الذي يستحقانه، نشرًا وتعليمًا، بين الناس من غير المسلمين، الذين لم تصل إليهم الدعوة الصحيحة، وإخبارهم بخطورة الأمر المتعلق بالإنسان في الدنيا والآخرة، وأصحاب الأوهام الخاطئة المستشرية عن الإسلام والقرآن منذ فترة طويلة. وكتب موقع رواد الأعمال:«ولا شك في أنه تمتلئ عين كل مسلم حريص على الإسلام بالدمع حين يرى هذا الشيخ المتقدم في السن يناظر كبار القساوسة مدافعًا عن إسلامه بكل عزم وقوة، لا ترى على وجهه مسحة من تردد وارتباك بينما ينتظر دوره، ولكنه، بلحيته البيضاء، وظرافته، وابتسامته الوديعة التي لا تفارق محياه، والقلنسوة البيضاء التي تستريح على رأسه المحلوق على الدوام مرتفعة قليلاً إلى ناصيتيه، يجلس في مكانه مسلحًا بالحجة الدامغة، وجعبته مملوءة بالسهام الصائبة، منصتًا إلى كلمات خصمه حتى ينتهي ليصرعه .. يمكنكم أن تروا كل مرة يحاضر ويناظر فيها كيف يرفع القرآن عاليًا ويقول: “هذا من عند الله”.»
أحمد الديدات رجل عصامي بنى ثقافته بنفسه فقد ترك مقاعد الدراسة ليعول أسرته الفقيرة، ففي وطنه جنوب إفريقية الذي رفع راية التفرقة العنصرية، واجه وبكل عنفوان عنصرية مضاعفة، فهو من ناحية هندي الأصل يحمل بشرة لا تطيب للصفوة الحاكمة آنذاك، ومن ناحية أخرى مسلم الديانة ومن أسرة فقيرة اضطرت لنزع ابنها المتفوق من مقاعد الدراسة وفي سن مبكرة فقد كانت بحاجة لحصاد يده، وهو وإن كان لم يتوقف للحديث عن تجربته مع العنصرية من جانبها الجيني، إلا أن العنصرية من جانبها العقدي أثارت فيه الحماس والغيرة، فدأب على دراسة كل ما من شأنه توضيح الحقائق تجاه من سخر من الإسلام، واستطاع - ومن خلال جهد دعوي استمر ثلاثة عقود - تقديم مئات المحاضرات والمناظرات مدعمة بالأدلة، وكتب ونشر عدداً لا يُستهان بها من الكتب أغلبها يتعلق بمناقشة أهل الكتاب. أقلق تمكّنه في مجال الدعوة المعاهد التبشيرية العالمية، فعمدت إلى دراسة إنتاجه الفكري وتدريب المبشرين على الكيفية التي - قد - تقلّل من الخسائر المترتبة على نشر علمه، كما كان له اهتمام واضح بالقضية الفلسطينية فنشر كتاب العرب وإسرائيل صراع أم وفاق..؟ إضافة إلى أنه كان دائم التطلّع إلى المسلمين، يثير حماسهم لطباعة معاني القرآن باللغة الإنجليزية وباللغات الحية، ومن ثم نشره على نطاق واسع. أنشأ مؤسسة السلام لتدريب الدعاة، وكان عضواً مؤسساً لـ المركز العالمي للدعوة الإسلامية ورئيساً له لسنوات، كما لم يتوقف همه على دعوى الناس للإسلام، بل عمد إلى إنشاء معاهد مهنية تهدف لتدريب المهتدين إلى الإسلام على حرف مثل النجارة والكهرباء، لعلهم يجدون فيها العون لهم ولأسرهم. يحسب لأحمد ديدات إسلام الآلاف على يديه، وتأسيسه تيار دعوي متجذر في أرض بعيدة وفي مكان لا يتمتع بدعم لوجستي من كيانات إسلامية إقليمية، حيث إن الأديان السائدة في جنوب أفريقيا هي المسيحية وأديان ومعتقدات وثنية محلية.

### مكانته
حاول ديدات فيما يخص منهجه أن يقوم بالتوريث لضمان استمرار نهجه في الدعوة بالمناظرة، فأنشأ سِتَّ وقفيات في ديربان، من بينها المركز العالمي للدعوة الإسلامية، والذي يقوم على الدعوة على منهج ديدات، ويجري تنظيم دورات لمدة عامين، تتضمن (8 كورسات) ويقوم بالتدريس فيها علماء ودعاة، ويشارك فيها دارسون من جميع أنحاء العالم رجالاً ونساء، لتعلم هذه الطريقة، كما أن ثمة وقفية أخرى لتشغيل معاهد مهنية لتدريب المهتدين إلى الإسلام على حرف جديدة، مثل النجارة والكهرباء يكسبون بها قوتهم، ويطمح المسؤولون في مؤسسات ديدات إلى مد يد الرعاية والتطوير لتواكب هذه المؤسسات.
يعتبر الداعية أحمد ديدات أحد أكثر المتعمقين في نصوص الأناجيل المختلفة، فهو عالم مسلم متخصص في الإنجيل المسيحي، أُطلِقت العديد من الألقاب على أحمد ديدات، منها: قاهر المنصِّرين، والرجل ذو المهمَّة، وفارس الدعوة. كما علَّم ديدات العديد من التلاميذ الذين ساروا على دربه من أبرزهم الدكتور ذاكر نايك.

كتبت إكرام الزيد: 

### مذهبه الدعوي
كتب ربيع سكر: «أشتهر ديدات بمناظراته وكتاباته في المقارنة بين الدين الإسلامي والدين المسيحي، هو ليس فقط واحدًا من فرسان الدعوة الإسلامية بل أخطر المدافعين عن الإسلام في الغرب لسانًا وقلمًا، وأسد المنابر، إذا أطلق زمجرة دبت في أحشاء الباباوات على مستوى العالم قشعريرة مقلقة. وفوق كل ذلك إنه داعية فريد من نوعه، أحكم نشاطاته الدعوية وتنوع فيها بما يلائم عقلية القرن الحادي والعشرين، كانت تمتلئ عين كل مسلم حريص على الإسلام بالدمع حين يرى هذا الشيخ المتقدم في السن يناظر كبار القساوسة، مدافعًا عن إسلامه بكل عزم وقوة، لا ترى على وجهه مسحةَ ترددٍ أو ارتباك بينما ينتظر دوره، ولكنه بلحيته البيضاء وظرافته وابتسامته الوديعة التي لا تفارق محياه، والقلنسوة البيضاء التي تستريح على رأسه المحلوق على الدوام مرتفعة قليلاً إلى ناصيتيه، يجلس في مكانه مسلحًا بالحجة، وجعبته مملوءة بالسهام الصائبة، منصتًا إلى كلمات خصمه حتى ينتهي ليصرعه، يمكنكم أن تروا كل مرة يحاضر ويناظر فيها كيف يرفع القرآن عاليًا ويقول: «هذا من عند الله»، وأُطلِقت العديد من الألقاب عليه منها: قاهر المنصِّرين، والرجل ذو المهمَّة، وفارس الدعوة. كان أحمد ديدات ممن أرى المسلمين منحى جديدًا للدعوة، حيث أوقف حياته للإسلام والقرآن، وقر في قلبه أنه لا يتوجب عليه الإيمان بهما فقط، بل إعطاؤهما حقهما الذي يستحقانه نشرًا وتعليمًا بين الناس من غير المسلمين الذين لم تصل إليهم الدعوة الصحيحة، وإخبارهم بخطورة الأمر المتعلق بالإنسان في الدنيا والآخرة، وأصحاب الأوهام الخاطئة المستشرية عن الإسلام والقرآن منذ فترة طويلة.» عرف ديدات بمناظراته مع المسيحيين، معتمداً في حواراته على وسيلة الدفاع عن الإسلام والرد على الشبهات التي تثار من بعض رجال الدين المسيحيين.

### صفاته
كتبت داليا يوسف عن صفات أحمد ديدات فقالت: «رجل قوي البنية، واضح الصوت، ذو لحية بيضاء، يقرأ الآيات التي يستشهد بها من القرآن بلسان أعجمي، وينطق بالإنجليزية، يفند بحزم مزاعم قس مسيحي يدعى سواجارت، ويقرأ عليه أجزاء كاملة من الإنجيل، ويقارن بين نسخه المختلفة في براعة وشدة، لم يكن ذلك الشيخ سوى أحمد ديدات. قيل إنه من جنوب أفريقيا، وهو يناظر القساوسة المسيحيين، ويستطيع أن يجادلهم من عين مصادرهم.»
عُرف أحمد ديدات بشجاعته وجرائته في الدفاع عن الإسلام، والرد على الأباطيل والشبهات التي كان يثيرها النصارى حول النبي محمد ﷺ، ونتج عن هذا أن أسلم على يديه بضعة آلاف من النصارى من مختلف أنحاء العالم، والبعض منهم الآن دعاة إلى الإسلام، ومن أهم ما يتمتع به ديدات تواضعه، ورغم ما حققه من شهرة واسعة، فقد ظل محتفظاً بتواضعه وبساطته في كل شيء، بدءاً بملبسه إلى سيارته الصغيرة من طراز (فولكس فاجن) القديمة، وكل من عايشه أو تعامل معه عن قرب انتبه إلى هذا الملمح فيه؛ ما ساعده على نجاح دعوته وجذب الناس إليه، بالإضافة إلى ذكائه الاجتماعي فهو دقيق الملاحظة، لا يترك شاردة ولا واردة إلا لاحظها بدقة وتوقف عندها، هذه العوامل الشخصية والبيئية المحيطة به تظافرت مع إخلاص ووفاء أصدقائه الذين جردوا أنفسهم للوقوف وراءه في رحلته الدعوية، تظافرت في صياغته وإنضاجه وجعلت منه نموذجاً للداعية المسلم، ولذلك فإنه قبل أن يخرج إلى العالم في أول مناظرة عالمية عام 1977م، بقاعة لندن الكبرى ألبرت هول، كانت جنوب أفريقيا كلها تعرفه جيداً بعد أن عاينت فيه مناظراً من طراز فريد، وللأسف فإن رفيقيه غلام حسن فنكا وصالح محمد قد توفيا قبل أن يصحباه في رحلته هذه إلى لندن، لكنهما تركا إلى جانب ديدات تلامذة كُثُرا، يعد أقربهم اليوم إليه هو إبراهيم جادات.
كما يعد ديدات من أجلة العلماء وأشهرهم علماً، وقد رُزِق فيضا من العلم، أفضى به للأمة الإسلامية، حيث كان دوره في الدعوة بارزاً، وكانت له شعبية عظيمة، وكان المثل الأعلى لكثير من الناس الذين قدروا علمه، فكان لايخشى في الله لومة لائم، وكان يملك شجاعة وجرأة لا يملكها كثيرون، وظهر ذلك في الكثير من منظاراته التي كان يعقدها لمقارنة الدين الإسلامي بالدين المسيحي، فقد لقب ديدات بقاهر المنصرين وفارس الدعوة، ولعل أهم ما يميز مسيرة أحمد ديدات الدعوية، هو أنه رجل عصامي لم يتلق تعليماً فقهياً، ولم يلتحق بمدرسة أو جامعة أو مؤسسة دينية، ولا يحمل لقباً علمياً مثل باقي علماء المسلمين، غير أنه تمتع بمؤهلات لا تقل أهمية عن الدراسة الدينية الأكاديمية وهي الإيمان المطلق، وإتقان اللغة العربية والإنجليزية بطلاقة، وسرعة البديهة وقابلية للحفظ لافتة للنظر، وقد مكنته هذه المؤهلات من السفر حول العالم، وإجراء مناظرات مع العديد من المنصرين في العالم الغربي، استغلها للدفاع عن وجهة النظر الإسلامية في القضايا الخلافية، ونشر الوعي بالإسلام في العالم الغربي.

### جوائز
ولهذه المجهودات مُنح ديدات جائزة الملك فيصل العالمية لخدمة الإسلام عام 1986م / 1406هـ وأعطي درجة أستاذ، مما قدمه للعالم من علم وكتب عديدة، قام بتأليفها ونشرها في كل أنحاء العالم، فضلاً عن انشائه العديد من معاهد الدعوة الإسلامية التي علّمت العديدَ العلمَ، فكانت كتبه تُوزَّع في كل أنحاء العالم. كجهود حثيثة لخدمة الإسلام والمسلمين، وفي اتصال هاتفي، أبلغ عصام مدير صهر أحمد ديدات، أن وصية ديدات التي وجهها للأمة الإسلامية كانت أن يتقوا الله في رسولهم ونبيهم محمد ﷺ، مؤكداً أنه بالرغم من مناظراته ومحاضراته، إلا أن عدداً من المسيحيين واليهود بكى رحيله، عقب قدومهم لتقديم العزاء لأسرته في منزله، مشيراً إلى أن حاخامات وقساوسة صرحوا أنهم لطالما عزوا أنفسهم بوجود شخص مثل ديدات يتحاور عوضاً عن أن يقاتل، ويرد على الاستفزازات بالبرهان.

### وصية ديدات
ذُكر في عدد من التحقيقات في مجلات عربية يلوم فيها ديدات العرب بشأن تقصيرهم، وقد ملكوا البترول والدولار مقابل الأموال التي تُضخ في حملات التنصير لدعم المبشرين في أنحاء العالم، مرت سنوات ولم يسمع عن ديدات سوى شائعات وفاته التي ما لبثت أن تم تكذيبها، وأعلن أنه ما زال حيًّا، حيث ابتلي بمرض أقعده منذ عام 1996م، إلا أن شهرة ديدات ظلت من نوع خاص، تلك الشهرة التي تعرف بها البلاد فجنوب إفريقيا لدى كثيرين قد تعني: نيلسون مانديلا وأحمد ديدات. تعتبر أهم أمنية لديدات هي ما عبر عنها بقوله:«لئن سمحت لي الموارد فسأملأ العالم بالكتيبات الإسلامية، وخاصة كتب معاني القرآن باللغة الإنجليزية.» لقد كان ديدات يتطلع لطباعة معاني القرآن، وقد أكد ذلك لأعضاء مجلس أمناء المركز في زيارتهم الأخيرة له حاثاً إياهم على ضرورة طبع معاني القرآن ونشرها في العالم: «ابذلوا قصارى جهودكم في نشر كلمة الله إلى البشرية.. إنها المهمة التي لازمتها في حياتي.» وفي سعيه الدءوب لطباعة معاني القرآن إلى اللغة الإنجليزية، كثيراً ما يستشهد ديدات بجهود الكنيسة في ترجمة وطباعة الإنجيل إلى 2000 لغة، ولم يمت ديدات إلا وهو متفائل بأن المسلمين سيطورون قدراتهم وإمكاناتهم لطباعة معاني القرآن بالملايين، وتوزيعها في العالم، وسبب تعلق ديدات بهذا الهدف هو أن رأى رؤيا في منامه، يرويها رفيقه إبراهيم جادات قائلاً: «عامَ 1976م روى لنا الشيخ ديدات أنه رأى في منامه أنه يقدم بيده مليون نسخة من القرآن الكريم لكل من يناظره حول الإسلام.. وبعد أن استيقظ من منامه أخذ على نفسه عهداً بطباعة وتوزيع مليون نسخة من معاني القرآن الكريم في كل مكان يذهب إليه من العالم.» وعندما أصيب بالمرض عام 1996م، كان ديدات قد أتم توزيع 400 ألف نسخة من معاني القرآن مترجمة بواسطة العالم يوسف علي أشهر مترجم لمعاني القرآن، يضيف السيد إبراهيم جادات: «وقد استدعاني الشيخ بعد مرضه، وحمّلني أمانة إكمال هذه المهمة، والحمد لله ما زلت أقوم بإكمالها بالتعاون مع المركز العالمي للدعوة الإسلامية برئاسة الأستاذ أحمد سعيد مولا، الذي أكد مراراً أن المركز تعهد للشيخ بضمان استمرار نشر رسالة القرآن الكريم على نطاق واسع ودون انقطاع.»

كتب محمد البشر: 

## اقتباسات

### من أقواله
- | أحمد ديدات | أشرس أعداء الإسلام، مسلم جاهل يتعصب لجهله ويشوه بأفعاله صورة الإسلام الحقيقي، ويجعل العالم يظن أن هذا هو الإسلام. | أحمد ديدات |

- | أحمد ديدات | أفضل أداة لكي تتعلم هي أن تُعَلِّم الآخرين، إن سراً عظيماً يكمن وراء ذلك .. فإنك إذا بلَّغت وناقشت وتكلمت، فإن الله يفتح أمامك آفاقاً جديدة، ولم أدرك قيمة هذه التجربة إلا فيما بعد. | أحمد ديدات |

- | أحمد ديدات | كنت شاباً أعمل في محل تجاري يقع قرب مركز آدمز لتخريج المبشرين المسيحيين بضواحي دربان. كان طلاب المركز يمرون بي أثناء عملي ويقولون لي "هل تعلم أن محمداً نشر دينه بالسيف؟ هل تعلم أن القرآن منقول من التوراة؟ وأنا لا أعلم شيئاً فلا أجيب". وفي أحد الأيام كنت أبحث عن شيء أقرأه، فبدأت أفتش مكتبة مالك المحل الذي أعمل فيه، فوقعت على كتاب قديم مغبر. ما إن تناولته حتى بدأت أعطس! لفت انتباهي أن الكتاب إنجليزي لكن عنوانه عربي مرقوم بأحرف لاتينية. قرأت الكتاب فتغيرت حياتي إلى الأبد. فالكتاب كان يجيب على الأسئلة التي كان المبشرون يقلقونني بها". | أحمد ديدات |

### قالو عنه
- الإمام الألباني: | أحمد ديدات | نحن في الواقع يهمنا أن هذا الشيخ أحمد -جزاه اللهُ خيراً- قائم بواجب كبير، لكن هذا الواجب وهذا الجهاد إنما يفيدُه، إذا كان يؤمن بالله رباً واحداً أي ذاتاً واحدةً، ومعبوداً واحداً، ليس المقصود بأنه معبود واحد بمعنى أنه لا يُصَلَّى إلا له، لا، لو نادى الخَضْر في الضيق ما عبد الله وحده، لأن النداء عبادة، قال : «الدعاء هو العبادة»، فنحن نرجو أن يكون قد درس في بلاده التوحيد الصحيح، فيكون موحداً لله في ذاته موحداً لله في عبادته موحداً لله في صفاتِه، ثلاثة، حينذالك يكون جهاده لعله نستطيع أن نقول، قام بواجب أخل به جميع المشايخ. | أحمد ديدات |

- موقع أحمد ديدات الرسمي: | أحمد ديدات | لقد علمنا النبي أن أعظم الجزاء مع عظم البلاء، وأن الله إذا أحب قومًا ابتلاهم، فمن رضي فله الرضا، ومن سخط فله السخط. وإذا تتبعت سير الأنبياء والمرسلين، وسير علماء أمة التوحيد من المستقدمين والمستأخرين، لوجدت العجب العجاب في هذا الصدد، والحديث في هذه المسألة يطول! فنحسب شيخنا أحمد ديدات مِمَّن أخبر عنهم النبي ﷺ. فرحمك الله يا فارس الإسلام، طبت حيًا و ميتًا، نسأل الله أن يرزقنا نصفك ! | أحمد ديدات |

كتب موقع إسلام ويب: 
| أحمد ديدات | يوم الإثنين الثامن من أغسطس 2005م، ودعت الأمة الإسلامية علما بارزا من أعلامها وجبلا شامخا من جبال دعوتها، ألا وهو الشيخ المناضل والداعية المجاهد الشيخ أحمد ديدات.. ذلك الجبل الأشم والطود العظيم والعلامة الفارقة في تاريخ الدعوة إلى الله رب العالمين. تلك الدعوة التي تمثلت لتصوغ رجلا من نوع يختلف عن كثير من الرجال، كما أنها دعوة تختلف في أسلوبها عن كثير من أساليب الدعوة وطرقها المعروفة. لقد اختار الرجل طريقا وعرًا لا يسلكها إلا الأفذاذ من الرجال، فاختار مقارعة أهل الكتاب في عقر دارهم، وإفحامهم من خلال كتبهم، وإظهار عوارها، وبيان اختلافها، وأن مثلها لا يصلح أن يكون كلمة الرب التي أنزلها على رسله، وأن دين الحق هو دين الإسلام الخاتم.. كل ذلك من خلال المناظرة بالحكمة والموعظة الحسنة، مما كان له كبير الأثر في عودة الآلاف منهم إلى الدين الحق دين الإسلام. لقد عاش ديدات حياته يناضل في هذا الجانب، ومات وهو لا يزال يؤدي رسالته من على فراش المرض، ثم ودعنا بعد حياة حافلة تحتاج أن يدرسها كل مسلم، ليأخذ منها عبرا وعظات. | أحمد ديدات |

- ربيع سكر: | أحمد ديدات | انتهج ديدات منحى جديدًا للدعوة، حيث أوقف حياته للإسلام والقرآن ونشر الدعوة بين الناس من غير المسلمين الذين لم تصل إليهم الدعوة الصحيحة. وتدمع عين كل مسلم حريص على الإسلام، حين يرى هذا الشيخ المتقدم في السن، يناظر كبار القساوسة، مدافعًا عن إسلامه بكل عزم وقوة. كان في مناظراته يجلس في مكانه مسلحًا بالحجة الدامغة، وجعبته مملوءة بالسهام الصائبة، منصتًا إلى كلمات خصمه حتى ينتهي ليصرعه. يعتبر الداعية أحمد ديدات أحد أكثر المتعمقين في نصوص الأناجيل. وأُطلِقت عليه العديد من الألقاب منها «قاهر المنصِّرين» و«فارس الدعوة» | أحمد ديدات |

- داليا يوسف: «كان تعليق أبي حينما علم بسفري إلى جنوب أفريقيا، في رحلة عمل ضمن وفد من موقع "إسلام أون لاين.نت"، هو: "أرسلي بتحياتي إلى الشيخ أحمد ديدات". ابتسمت وقتها مستبعدة أن تأتيني هذه الفرصة لألتقي الشيخ الذي أذكر أن أول معرفة لي به كانت عبر شريط فيديو.[39]»

- فراج إسماعيل: «رحل أحمد ديدات، الذي لم يفقد براعة محاورة الآخرين، رغم فقده النطق، الداعية الفقير الذي هزم كبار المنصرين فاحترموه.[3]»

- صالح الوهيبي، الأمين العام للندوة العالمية للشباب الإسلامي: «الشيخ ديدات يمثل مرحلة في الحوار الاسلامي المسيحي، وهي مرحلة تتميز بالشدة مع المقابل، والهجوم عليه، وسبب ذلك أنه نشأ في بيئة كانت الأقلية المسلمة في جنوب افريقيا تتعرض لضغوط عنصرية، وضغوط كبيرة من المنصرين.[3]»

- شعبان عبد الرحمن: «ربما لا نعرف كثيرا من البلدان إلا بأشهر شخصياتها، ولا شك أننا حين نذكر كلمة "جنوب أفريقيا" فإن اسم "نيلسون مانديلا" سرعان ما يندفع إلى أذهاننا، ليس وحده، ولكن بالطبع سيكون معه اسم "أحمد ديدات"، ففي الحين الذي كان يخوض فيه الأول نضالاً سياسيا لتحرير البلاد من داخل زنزانته، كان الثاني يقود نضالا عقديا لتحرير العقول من الخلط والغلط، وأجدني -بعد أن تعرضت لشخصية ديدات بالكتابة- أستطيع أن أقول بلا وجل: إن أحمد ديدات قد أحدث دويا في الغرب بمناظراته الشهيرة التي ذاعت منذ منتصف السبعينيات، وما زال صداها يتردد حتى اليوم.. فالحديث حول تناقضات الأناجيل، دفع الكنيسة ومراكز الدراسات التابعة لها والعديد من الجامعات في الغرب، لتخصيص قسم خاص من مكتباتها لمناظرات ديدات وكتبه وإخضاعها للبحث والدراسة، سعياً لإبطال مفعولها. ورغم إصابة الداعية الكبير بشلل تام في كل جسده -عدا دماغه- يلزمه الفراش منذ عام 1996م فإن الرجل ما زال يواصل دعوته... فسيل الرسائل المتدفق عليه يوميا من جميع أنحاء العالم، لم ينقطع ويصل في المتوسط إلى 500 رسالة يومية سواء بالهاتف، أو الفاكس أو عبر الإنترنت والبريد.[28]»

- إكرام الزيد: «قد كان يجدر بي نشر هذه المقالة مصاحبةً للحدثِ دون تأخرٍ وتلكؤ، لولا ذهول اعترى قلمي فألجمه، جلب الموتُ علينا فجائعه باختطافِ حجّة زمانه في مناظرة النصارى الداعية الكبير أحمد ديدات، عليه من الله شآبيب الرحمة والمغفرة! ولقد رأيتُ في نفسي انصرافاً عن الكتابة لم أعهده بها قبلاً، وكنتُ أرجو أن أجدَ ما أسدّ به حزني، وأكرم به الراحلَ لكني قلّبتُ النظر فرأيتُ الإعلام قد أحجم عن تبيان عظم شأنه، وتقاصر عن ذكر فضله، ورأيتُ أنّ المقالة هي أقلّ قليلٍ ينعاه، ويذكر مآثره، ويترحم عليه، ولأنيّ لا أعلم عن الراحل كثيراً من الأخبار – إلا ما اشتهر عنه – فإنّي سأكتفي بذكر بعض ما وقع في نفسي منه، لعلي أخرج بمن ينظر في ذلك الأثر فيدعو له، ويتّبع أثره مباركاً محموداً! أما الشيخ أحمد ديدات – برّد الله مضجعه – فقد عرفتُه منذ خمسة عشر عاماً تقريباً (1411هـ)، إذ كان والدي – أمدَّ الله عمره في طاعته- يأتي في ذلك الحين بأشرطة فيديو مسجلة لمناظراته الشهيرة (هل الكتاب المقدس كلام الله؟) التي حضرها 3000 شخص، وكانت مع القس الأمريكي جيمي سواجارت – وقد هُتكَ ستره منذ بضع سنوات – فأتابع معه متابعة الذي يعرف بعض الكتاب ويجهل بعض، وكان لتعليقات والدي التي يلقيها معجباً ومكبّراً وقوعٌ في نفسي عظيم، جعلني أحرص على مزيدِ متابعة، ثمّ لما بلغتُ سنّ الرشد وبدأتُ أعي العلم، عدتُ لتيكَ المناظرة فشاهدتها ثانية، فرأيتُ بحراً من العلمِ زاخراً، وحجّةً في دحض مذهبهم لا تنقطع، وبياناً متدفقاً انتقى لفظه كما ينتقي بعضنا أطايب الثمر، عدا عن ابتسامةٍ هادئةٍ وأدبٍ جمّ وسعةِ بالٍ لا تليقُ إلا بحليمٍ، ومذ تلك الأيام وقعَ في نفسي الإجلال والمهابة لهذا الرجل الذي يشعّ وجهه بالبهاء، متزيناً بلحية بيضاء وقورة وابتسامة متواضعة تدخل القلب بلا استئذان، ومعتمراً طاقية بسيطة ما أنقصتْ من قدره وأتذكر منذ سنواتٍ خلتْ حين سرت شائعةٌ بوفاته، فهملتْ عيناي حزناً حتى أتاني نبأ تكذيبها فاطمأنتْ نفسي، فالشيخ - وإن كان طريح الفراش منذ تسعة أعوام - لا ينقطع مدده، والرسائل تنهمر عليه من كلّ صوبٍ ممن يسلّم أو يتعلّم، وحسبهُ أنّه يصلُ العالمين بعينين ذابلتين طرح الله فيهما البركة، وكم كنتُ أرجو يوماً أنْ أرسلُ له رسالةً لا شيء فيها سوى السلام والدعاء وذكر المعروف، لكنّ قدر الله سابق![31]»

## طالع أيضًا
- وحيد الدين خان
- عارف النايض
- وسام عبد الله
- منقذ السقار
- أبو إسلام أحمد عبد الله
- ذاكر نايك
- قائمة بمقارني الأديان المسلمين

## معلومات
1. ↑  تكتب بعدة طرق منها: بلدة تادكيشنار أو بلدة تادكهار فار بولاية سوارات الهندية كما يُعتبر أنه إقليم سراط أو إقليم سوار أو سيرات أو سورات
2. ↑  وقيل توفيت والدته بعد هجرته بشهورٍ قليلة
3. ↑  إظهار الحق كتاب من تأليف الشيخ رحمت الله الهندي الكيرواني هو من أهم الكتب التي كتبت في مقارنة الأديان والرد على مطاعن المستشرقين والمؤلف قد ناظر كبار المنصرين البريطانيين أثناء احتلال الإنجليز للهند وناظر القس فاندر وأقام حجته عليهم فأرادوا قتله فهاجر إلى مكة واستقر بها وأسس مدرسة دينية عرفت وما تزال بـ (المدرسة الصولتية).
4. ↑  غلام حسن فنكا شاب من جنوب أفريقيا حاصل على الليسانس في القانون ويعمل في تجارة الأحذية، جمعت بينه وبين ديدات رقة المشاعر والإهتمام بقضايا الإسلام.
5. ↑  القاديانية حركة نشأت سنة 1900 يعتقد أتباع القاديانية أن النبوة لم تختم بمحمد صلى الله عليه وسلم بل هي مستمرة، والله يرسل الرسول حسب الضرورة، وأن غلام أحمد – مؤسس القاديانية ولد عام 1839 وتوفي عام 1908 - هو أفضل الأنبياء جميعاً ويعتقدون أن جبريل كان ينزل على غلام أحمد وأنه كان يوحى إليه، وأن إلهاماته كالقرآن.

## الوصلات الخارجية
- موقع الشيخ احمد ديدات الرسمي
- الشيخ أحمد حسين ديدات من موقع جائزة الملك فيصل.
- كتاب أحمد ديدات رجل ومهمه Ahmed Deedat the man and his mission بقلم غلام فاهيد؛ الكتاب يحوي قصة حياة أحمد ديدات وصور نادرة له.
- الشيخ أحمد ديدات و جهوده في الدعوة إلى الله المؤلف: سجى هوساوي. رسالة ماجستير - جامعة أم القرى - 1432هـ.
- كتب ومقالات أحمد ديدات من موقع بيت الإسلام.
- تحميل كتب ومؤلفات أحمد ديدات
- كتب الشيخ أحمد ديدات بالعربية
- مقالات للشيخ أحمد ديدات
- عدد من تسجيلات الفيديو للشيخ أحمد ديدات
- مقالة بالإنجليزية بالجزيرة
- مقالة بالعربية بالجزيرة
- كلمتا الشيخ أحمد ديدات من جنوب إفريقيا مجلة دعوى الحق
- كتب من أمازون
- صفحته على موقع طريق الإسلام
- ملف خاص من الإسلام اليوم
- موقع ديدات العربي
- كتب الشيخ أحمد ديدات
- مدونة كشف النصارى قسم أحمد ديدات